# 2015 en els vols espacials
Aquest article és una llista d'esdeveniments de vols espacials relacionats que es van produir el 2015.
En aquest any es van veure els vols inaugurals dels vehicles de llançament Llarga Marxa 6 i Llarga Marxa 11 xinesos.
En febrer de 2015, la nau espacial experimental de l'Agència Espacial Europea, el Intermediate eXperimental Vehicle, va conduir amb èxit el seu primer vol de prova.
En març, Ceres va esdevenir el primer planeta nan a ser visitat quan la sonda Dawn va entrar en òrbita. Al juliol, la sonda New Horizons es va convertir en la primera nau espacial en visitar el sistema Plutó-Caront.
En novembre, el coet suborbital Blue Origin New Shepard va aconseguir el primer aterratge controlat prop de la zona de llançament, com a pas important a la reutilització completa de la seva etapa de propulsió. El 21 de desembre, va tenir lloc el vol inaugural del Falcon 9 v1.1 FT de SpaceX, acabant amb un aterratge amb èxit de la seva primera etapa.

## Vols espacials tripulats

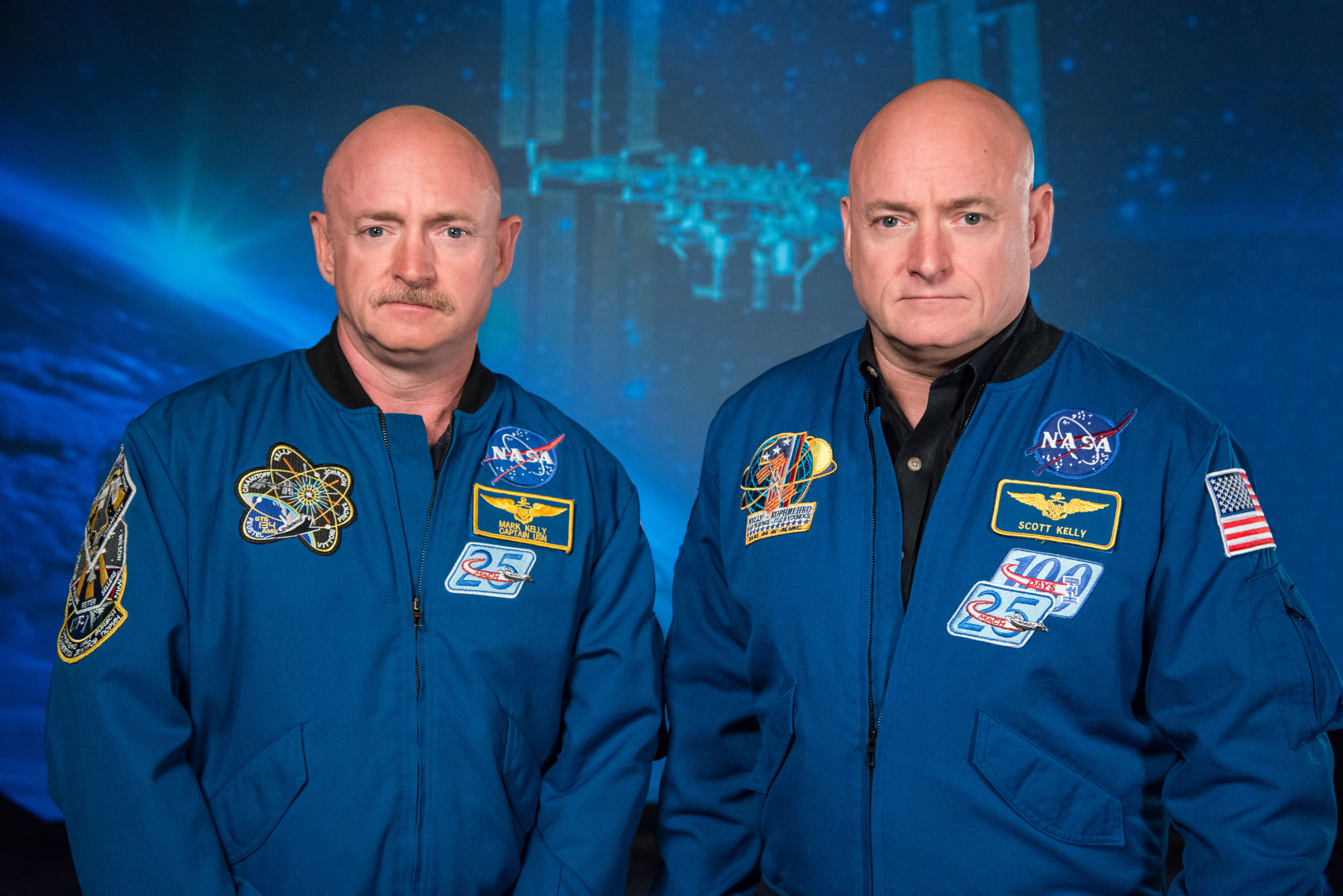
Mark i Scott Kelly són bessons idèntics, i van ser estudiats pels canvis en la seva salut, comparant un cos a l'espai d'un cos a la Terra

En el 2015 es van realitzar quatre llançaments orbitals tripulats, tots amb èxit, transportant un total de 12 astronautes a l'òrbita.
En març de 2015, l'astronauta de la NASA Scott Kelly i el cosmonauta Mikhaïl Kornienko van iniciar la primera missió espacial d'un any de durada a bord de l'Estació Espacial Internacional, a diferència de la rotació de tripulants habitual de 5,5 mesos en òrbita. Els científics estudien els efectes de la llarga duració espacial, tan fisiològica com psicològicament. Tenen una sèrie de controls per a la seva feina — el bessó idèntic de Scott, Mark, també un anterior astronauta de la NASA, que es va quedar en terra, serveix com un camp d'estudi de difícil repetició, ja que ambdós comparteixen gens i es pot identificar més fàcilment a través de la comparació dels seus resultats en els canvis entre germans.
L'any passat, la NASA va contractar a SpaceX i Boeing per construir naus espacials comercials per transportar astronautes a i des de l'Estació Espacial Internacional. En aquest any, l'agència va escollir el primer grup d'astronautes per realitzar els primers viatges en aquests vehicles en 2017, segons es té previst.
La NASA va anunciar en juliol que va ser escollida Sunita Williams, Douglas Hurley, Robert Behnkem i Eric Boe per entrenar-se i volar amb les càpsules Dragon i CST-100 Starliner, construïdes per SpaceX i Boeing, respectivament.
Quan aquestes naus espacials privades estiguin operatives, els Estats Units no seran llavors dependents de les naus Soiuz russes per portar astronautes a l'òrbita. Aquesta dependència, costa la NASA al voltant de $75 milions de dòlars per seient en una Soiuz de tres ocupants, que ha sigut el vehicle habitual des de la jubilació del Transbordador Espacial en 2011.

## Exploració no tripulada

### Sondes interplanetàries
En aquest any no es va llançar cap sonda espacial per estudiar el sistema solar. En canvi van ocórrer tot una sèrie d'esdeveniments significatius de diverses sondes enviades anteriorment a altres cossos celestes:

#### Dawn
La sonda espacial Dawn de la NASA entra en òrbita al voltant de Ceres a l'abril i va efectuar les primeres observacions properes d'aquest planeta. Com Plutó, aquest objecte astronòmic, comptà amb diverses sorpreses per als científics. Una de les primeres característiques a observar foren els inusuals punts brillants en algunes zones, les més brillants s'ubicaven al cràter d'Occator. Es va determinar que són majoritàriament dipòsits de sal, que es van quedar aposentats per l'evaporació de l'aigua, originant-se de la capa superficial de gel d'aigua salobre. Dawn també va detectar una boirina dins del cràter. La boirina és visible durant el migdia de Ceres, però no es veu en l'alba o al capvespre; el procés pot ser similar al que passa en els cometes, quan el vapor d'aigua aixeca petites partícules de pols i gel a la superfície.
Dawn també va descobrir argiles riques en amoníac. Això suggereix que Ceres no va ser format on és ara, en el cinturó d'asteroides, sinó fora del sistema solar, on el nitrogen congelat és abundant.
També com Plutó, pot haver criovolcans congelats, però no està confirmat. Una altra característica estranya és l'anomenada “muntanya solitària”, una muntanya cònica aïllada de 6 km d'altura. No hi ha res que se li sembli als voltants.

#### New Horizons

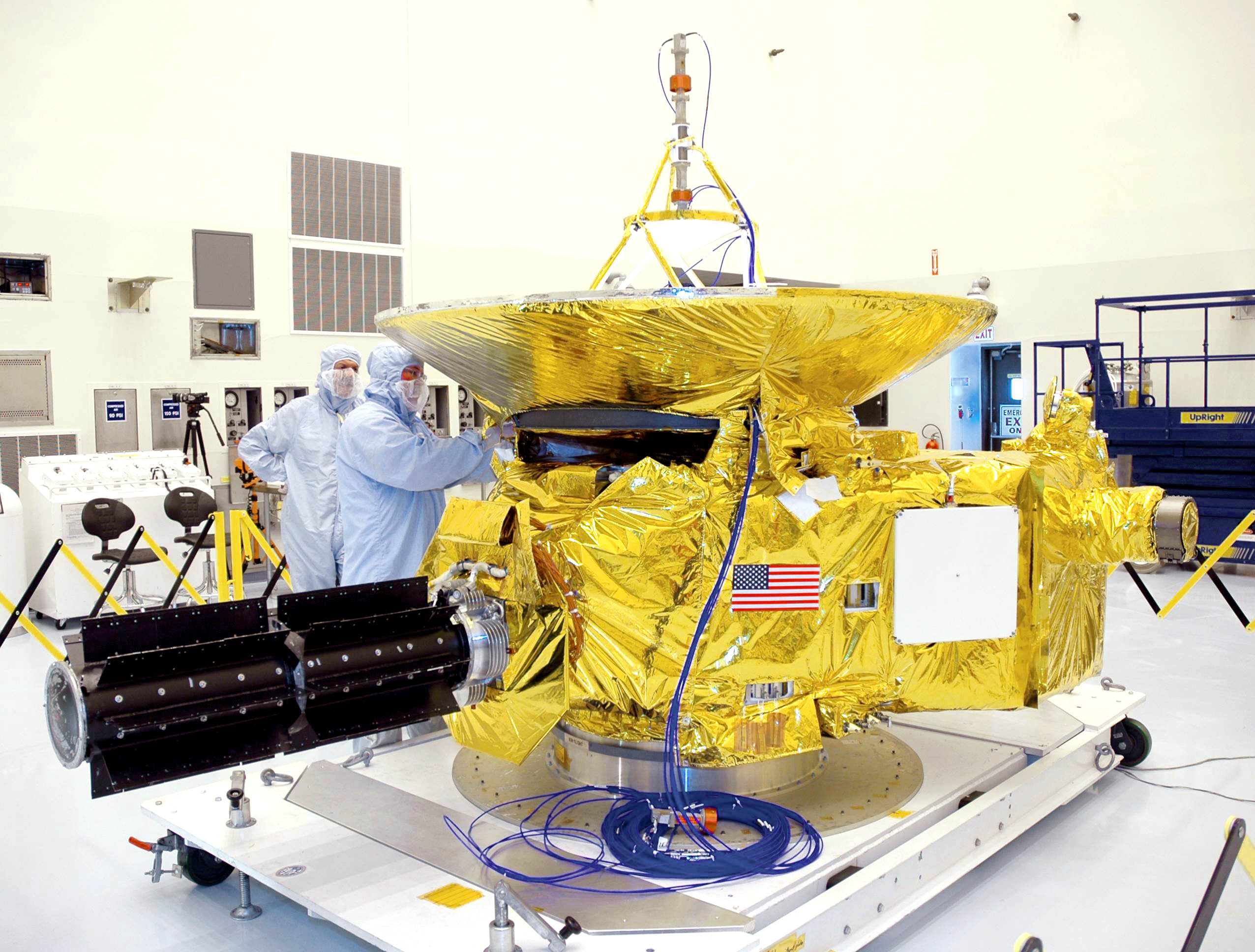
La sonda New Horizons preparant-se pel llançament.

El 14 de juliol la sonda New Horizons va efectuar el primer sobrevol de Plutó i els seus satèl·lits com a objectiu principal d'una missió planificada faria llavors deu anys. Les dades recollides durant el seu encreuament de les llunes de Plutó foren transmeses durant tot l'any següent.
Des del seu descobriment, aquest planeta nan només era un petit punt de llum visible en els telescopis més potents, i com a màxim hi havia subtils tocs de detalls de la superfície. La passada de la sonda estatunidenca va proporcionar el primer cop d'ull. Plutó ha demostrat ser un món actiu, amb grans zones de muntanyes i l'escorça de gel d'aigua sòlida, que flueix de les glaceres de gel de nitrogen, i possiblement criovolcans. Des de dalt, l'aparició és una reminiscència de les costes entre continents i oceans, però compon de materials totalment diferents. En alguns llocs, les planes glacials estan esquitxades d'eixams inusuals de petits forats i terrenys irregulars en tota la superfície.
Segons declara John Grunsfeld, ex-astronauta i administrador associat de la Science Mission Directorate de la NASA: “Aquestes imatges en primer pla, mostrant la diversitat de terrenys de Plutó, demostren el potencial dels nostres exploradors planetaris robòtics per retornar dades interessants per als científics de tornada aquí al planeta Terra”
Algunes parts de la superfície de Plutó són antigues i plenes de cràters, mentre que altres, com les planes gelades, són molt més joves i amb menys cràters.
Alan Stern, Investigador Principal de la New Horizons de la Southwest Research Institute (SwRI) a Boulder, Colorado, declara: “Aquestes noves imatges ens donen una finestra de resolució súper alta impressionant en la geologia de Plutó” i “Res d'aquesta qualitat estava disponible a Venus o Mart fins a dècades després dels seus primers sobrevols; però, a Plutó estem allà ja - visió entre els cràters, muntanyes i camps de gel - menys de cinc mesos després del sobrevol! La ciència que podem fer amb aquestes imatges és simplement increïble.”
Fins i tot l'evidència més clara dels processos geològics es pot veure en les noves imatges, incloent capes en alguns cràters. Encara no se sap si l'estratificació és local, regional o global. Les característiques lineals fosques poden ser evidència de tectònica de plaques, segons els científics de la missió. Hi ha també un sistema de canyó gegant que s'estén per centenars de quilòmetres en tot l'hemisferi nord. Hi pot haver fins i tot criovolcans (volcans de gel), però no s'han confirmat encara.
Pel que fa a les llunes de Plutó, que s'han trobat per estar girant molt més ràpid del que s'esperava. Les taxes de rotació pot ser caòtica (variable) a causa de Caront, la lluna més gran, exercint un parell fort que impedeix cada petita lluna d'assentar-se a la rotació síncrona.
Caront també té una superfície més activa del que es pensava, amb crestes de muntanyes altes, una regió tacada de vermell inusual en el pol nord i els canyons. Un aïllat pic de muntanya estranya es troba dins d'una depressió fossada.

#### Rosetta i Philae

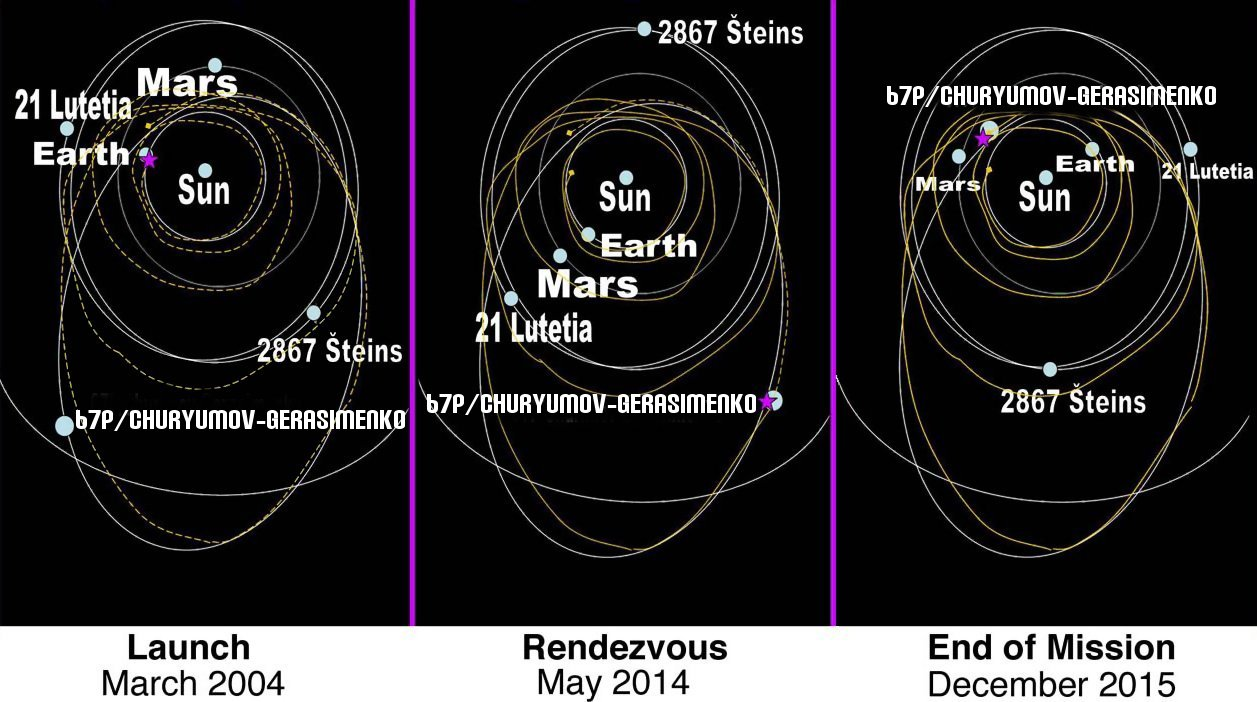
Trajectòria de la sonda Rosetta

La sonda espacial europea Rosetta va continuar orbitant al voltant de 67P/Txuriúmov-Herassimenko mentre que l'activitat del cometa va seguir creixent fins que va arribar al punt de la seva òrbita més propera al Sol a l'agost. La sonda no va poder reconnectar-se amb el petit mòdul de descens Philae col·locat sobre l'objecte astronòmic.
La sonda Rosetta recentment va celebrar un any d'aniversari des de l'aterratge històric del mòdul de descens. L'aparell va colpejar un parell de vegades abans de quedar-se aturat finalment sobre la superfície. Per primera vegada, un cometa podia ser estudiat de a prop quan aquest s'acostava al sol.
A través de les imatges d'OSIRIS, hi ha Ma’at (una regió d'Agilkia), i la regió veïna Nut, principalment estan coberts per dipòsits suaus de material. La mida d'aquests grans va ser revelat per les imatges ROLIS de Philae a ser de l'ordre d'uns pocs centímetres. Encara que es desconeix la profunditat d'aquesta capa és probable que sigui altament variable a través del cometa: un cràter d'impacte de 35 metres d'amplada a la regió Ash mostra la profunditat de diversos metres, mentre que en altres zones, les parets de material més compactades suggereixen que la capa és prima.” Rosetta ha observat els canvis ràpids i dramàtics de la superfície del cometa al seu pas prop del sol.
Segons Olivier Groussin, astrònom al Laboratoire d'Astrophysique de Marseille, França, coinvestigador d'OSIRIS i autor principal d'un nou estudi: “Havíem estat monitoritzant de prop la regió Imhotep des d'agost de 2014 fins a maig de 2015, no havíem detectat cap canvi a les escales d'una desena part d'un metre. Llavors, un matí ens vam adonar que alguna cosa nova havia succeït: la superfície d'Imhotep havia començat a canviar dramàticament. Els canvis es van mantenir passant per una bona estona.”
El 31 de juliol, es van publicar els primers resultats científics del mòdul de descens Philae, en relació amb la composició del cometa, característiques de la superfície i la seva duresa, temperatura, i magnetisme. Philae s'havia trobat amb una superfície “ple de runa gruixuda” així com descobrir “un conjunt de 16 nombrosos compostos orgànics que comprenen de carboni i compostos rics en nitrogen, incloent quatre compostos – isocianat de metil, acetona, propionaldehid i acetamida – que mai abans s'havien detectat en cometes.” Philae també va descobrir que la superfície era més difícil del que s'esperava, i no va detectar cap camp magnètic mesurable en tot el cometa.

#### Curiosity i Opportunity

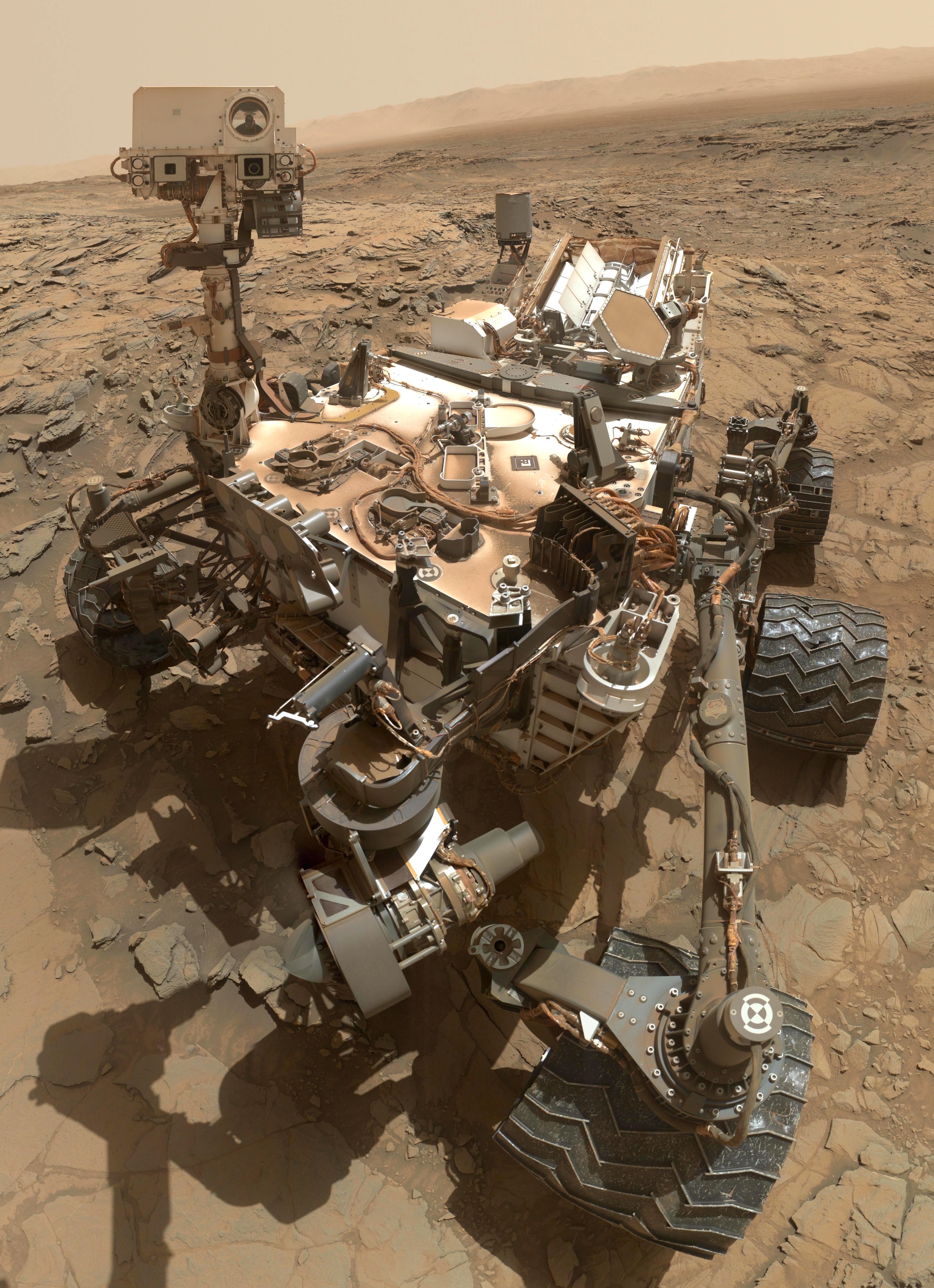
Autoretrat del Curiosity al Cràter Gale a la superfície de Mart (6 d'octubre de 2015).

A Mart, els astromòbils Curiosity i Opportunity van continuar la seva exploració, proveint més evidències que el planeta va ser més habitable del que és actualment. Curiosity va confirmar vestigis de llacs al cràter de Gale, així com de corrents. Fins i tot hi ha llits de grava, com els terrestres, sobrant de quan aquests fluxos es van esgotar fa molt temps.
“Les observacions des de l'astromòbil suggereixen que una sèrie de corrents i llacs d'alta duració van existir en algun punt fa entre 3,8 a 3,3 bilions d'anys, lliurant sediment que a poc a poc va construir les capes inferiors del Mont Sharp,” segons declara Ashwin Vasavada, científic del projecte Mars Science Laboratory al Jet Propulsion Laboratory de la NASA a Pasadena, Califòrnia.
L'imponent Mont Sharp al mig del cràter va ser parcialment construït a partir dels sediments d'antics llacs. La zona on ha passat el Curiosity era el fons d'un llac. Les anàlisis suggereixen que les capes del fons de la muntanya es van formar en 500 milions d'anys, construït gradualment pels llacs i rius.
Segons Ashwin Vasavada, científic del projecte Mars Science Laboratory declara “durant la travessia de Gale, ens hem adonat dels patrons en la geologia on vam veure evidència d'antics fluxos de moviment ràpid amb grava gruixuda, així com els llocs on els corrents semblen haver buidat en masses d'aigua estancada” i “La predicció era que hauríem de començar a veure, roques de gra fi dipositat amb l'aigua més a prop de Mont de Sharp. Ara que hem arribat, estem veient lutites finament laminades en abundància que s'assemblen als dipòsits lacustres.”
Curiosity ha examinat algunes de les enormes dunes de sorra fosca, anomenades Bagnold Dunes, que s'estenen parcialment al voltant de la base de la Mont Sharp. Les grans dunes, fins a dos pisos d'alçada, són ells mateixos coberts en moltes ones de sorra molt més petites, creant una vista similar als deserts de la Terra. Com es va esmentar anteriorment, les dunes aquí es consideren “actives”, ja que encara estan migrant lentament a través de la superfície, fins a 1 metre any terrestre. Curiosity també havia vist abans antigues dunes petrificades que s'han convertit roca endurida amb el temps. Les imatges de dues d'aquestes dunes, High Dune i Namib Dune, han estat unes de les més espectaculars de la missió fins al moment.
Curiosity va marcar el seu tercer aniversari a Mart amb altres descobriments, incloent que la regió va tenir un cop la química necessària per a la vida microbiana, juntament amb la matèria orgànica en els afloraments de roca lutolita. Això no és una prova de vida passada, però mostra que les condicions haguessin donat suport. Hi ha hagut pics inusuals de metà a l'atmosfera detectats pel Curiosity. L'origen del metà és encara desconegut i molt debatut. Curiosity continua per monitorar l'atmosfera per qualsevol detecció addicional.

#### Cassini
En el 2015 també va portar la confirmació del supòsit en la lluna Encèlad de Saturn sobre que el subsòl conté un mar salat és realment un oceà global. Igual que la lluna de Júpiter, Europa, Encèlad té un enorme oceà sota l'escorça gelada exterior. També hi ha evidències d'activitat hidrotermal en el fons de l'oceà, igual que a la Terra.
Segons Carolyn Porco, cap de l'equip d'imatgeria de la Cassini al Space Science Institute, Boulder, Colorado. “Aquest és un pas important més enllà del que enteníem sobre aquesta lluna, i demostra el rei dels descobriments del que podem fer amb les missions d'orbitador de llarga duració en altres planetes,” i “Cassini ha estat exemplar en aquest sentit.”
La nau espacial Cassini ha fet múltiples sobrevols d'Encèlad, fins i tot passant directament a través dels plomalls de vapor d'aigua que va brollar de la regió polar sud. Aquestes plomes, que es creu que s'originen en l'oceà, ara se sap que contenen vapor d'aigua, cristalls de gel, orgànics, metà i sals. L'últim sobrevol i més proper va ser el 19 de desembre. El sobrevol anterior va ser el 28 d'octubre i va passar a només 49 quilòmetres per sobre la superfície i va ser la travessia més profunda en les plomes.
Els descobriments van fer d'Encèlad un altre món d'oceà per a exploracions futures.

#### Altres
- La sonda espacial japonesa Akatsuki va efectuar una darrera temptativa amb èxit d'inserció orbital al voltant de Venus, després d'un primer intent fallit en 2010.[5]
- El 30 d'abril, la sonda espacial de la NASA MESSENGER que va estudiar Mercuri des de març de 2011 es va estavellar deliberadament sobre la superfície del planeta després d'esgotar el seu combustible.[6][7]

### Satèl·lits científics

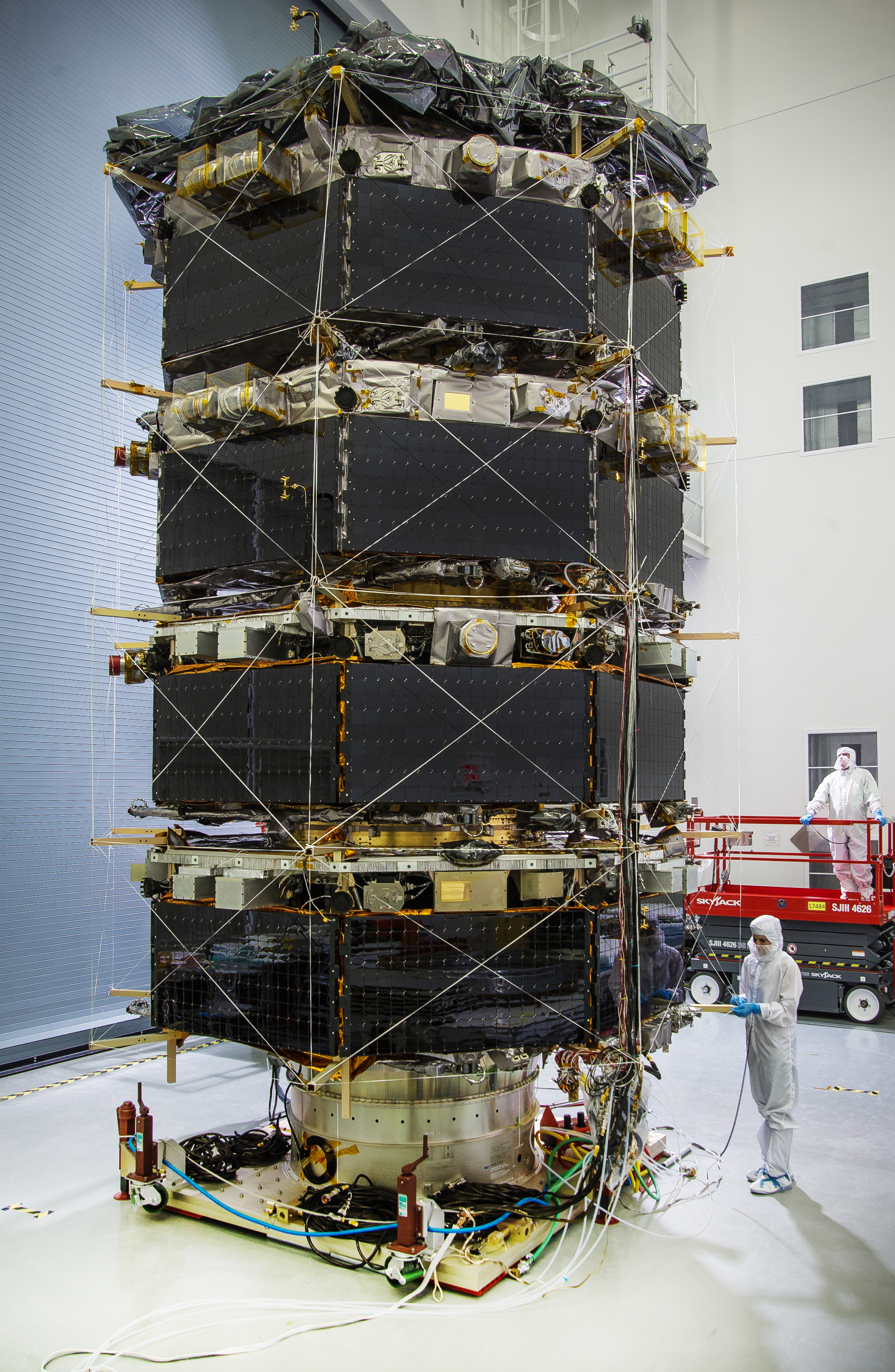
Els quatre satèl·lits MMS de la NASA en les proves de vibració.

- El Magnetospheric Multiscale Mission, una constel·lació de 4 satèl·lits científics de la NASA, fou llançat el 13 de març per estudiar la magnetosfera de la Terra.
- La NASA va llançar el 31 de gener el satèl·lit SMAP que pot mesurar la humitat del terra. En juliol, el radar que formava una part fonamental de la missió va fallar. L'agència espacial va posar fi a la missió el setembre del mateix any
- El satèl·lit Deep Space Climate Observatory desenvolupat inicialment com a proposta del vicepresident Al Gore fou llançat l'11 de febrer i va ser situat al Punt de Lagrange L1 amb la finalitat de controlar les erupcions solars i proporcionar una visió contínua del Planeta Terra.
- DAMPE és un observatori espacial xinès situat en òrbita el 17 de desembre que pot estudiar els raigs gamma d'alta energia així com la radiació còsmica. El satèl·lit té també com a objectiu principal la detecció d'eventuals mostres de matèria fosca.

### Llançadors
El petit llançador estatunidenc SPARK desenvolupat per la Universitat de Hawaiï va efectuar el seu primer vol el 4 de novembre però va ser víctima d'un error en la primera etapa. Dos coets xinesos van conduir els seus vols inaugurals: els Llarga Marxa 6 i 11 van ser llançats amb èxit respectivament el 19 i el 25 de setembre.
Una primera temptativa de recuperació de la primera etapa del llançador Falcon 9 va ser efectuada en gener. Després de tres intents d'aterratge sobre una plataforma flotant a la costa de Florida, SpaceX va aconseguir-ho el 22 de desembre posat verticalment.
Diversos llançadors van ser víctimes de fracàs durant el seu llançament. El 16 de maig un coet Proton va fallar en estabilitzar la seva càrrega útil després del fracàs d'una turbobomba d'un motor vernier de la tercera etapa del llançador. Un Falcon 9 va esclatar en vol el 28 de juny a la després d'un error en la segona etapa de l'estructura. El 5 de desembre, un llançador Soiuz-1 va experimentar un error en el sistema de separació de la càrrega útil.

### Altres esdeveniments
L'Agència espacial europea va llançar amb èxit l'11 de febrer l'IXV una sonda automàtica destinada a provar les tecnologies de reentrada atmosfèrica. El demostrador europeu LISA Pathfinder va ser llançat el 3 de desembre per validar les tecnologies que són necessàries per al futur satèl·lit LISA/NGO

## Llançaments
| Data i hora (UTC)    | Coet | Coet                                                 | Plataforma de llançament                | Plataforma de llançament                | LSP                           | LSP                           |
| -------------------- | --- | ---------------------------------------------------- | --------------------------------------- | --------------------------------------- | ----------------------------- | ----------------------------- |
| Data i hora (UTC)    | Càrrega útil | Operador                                             | Òrbita                                  | Funció                                  | Deteriorament (UTC)           | Resultat                      |
| Data i hora (UTC)    | Comentaris |                                                      |                                         |                                         |                               |                               |
| Gener                | |                                                      |                                         |                                         |                               |                               |
| 10 Gener 09:47:10    | Falcon 9 v1.1 | Falcon 9 v1.1                                        | Cape Canaveral SLC-40                   | Cape Canaveral SLC-40                   | SpaceX                        | SpaceX                        |
| 10 Gener 09:47:10    | SpaceX CRS-5 | SpaceX/NASA                                          | Terrestre Baixa (EEI)                   | Abastiment de l'EEI                     | 11 Febrer 00:44               | Reeixit                       |
| 10 Gener 09:47:10    | Flock-1d' 1 | Planet Labs                                          | Terrestre Baixa                         | Imatgeria òptica                        | En òrbita                     | Operacional                   |
| 10 Gener 09:47:10    | Flock-1d' 2 | Planet Labs                                          | Terrestre Baixa                         | Imatgeria òptica                        | En òrbita                     | Operacional                   |
| 10 Gener 09:47:10    | AESP-14 | ITA                                                  | Terrestre Baixa                         | Ionosfèric                              | En òrbita                     | Operacional                   |
| 10 Gener 09:47:10    | SpaceX va intentar aterrar la primera etapa en una plataforma a l'oceà Atlàntic, però va impactar-hi. L'AESP-14 CubeSat va ser desplegat des de l'estació espacial el 5 de febrer de 2015, mentre que els Flock-1 CubeSats van ser desplegats el 3 de març de 2015. |                                                      |                                         |                                         |                               |                               |
| 21 Gener 01:04:00    | Atlas V 551 | Atlas V 551                                          | Cape Canaveral SLC-41                   | Cape Canaveral SLC-41                   | United Launch Alliance        | United Launch Alliance        |
| 21 Gener 01:04:00    | MUOS-3 | Marina dels EUA                                      | Geosíncrona                             | Comunicacions                           | En òrbita                     | Operacional                   |
| 26 Gener 09:13       | Terrier-Improved Malemute | Terrier-Improved Malemute                            | Poker Flat                              | Poker Flat                              | NASA                          | NASA                          |
| 26 Gener 09:13       | M-TEX | Alaska                                               | Suborbital                              | Estudi d'aurores                        | 26 Gener                      | Reeixit                       |
| 26 Gener 09:13       | Apogeu: ~160 km |                                                      |                                         |                                         |                               |                               |
| 26 Gener 09:14       | Terrier-Orion | Terrier-Orion                                        | Poker Flat                              | Poker Flat                              | NASA                          | NASA                          |
| 26 Gener 09:14       | MIST | Clemson                                              | Suborbital                              | Estudi d'aurores                        | 26 Gener                      | Reeixit                       |
| 26 Gener 09:14       | Apogeu: ~130 km |                                                      |                                         |                                         |                               |                               |
| 26 Gener 09:46       | Terrier-Improved Malemute | Terrier-Improved Malemute                            | Poker Flat                              | Poker Flat                              | NASA                          | NASA                          |
| 26 Gener 09:46       | M-TEX | Alaska                                               | Suborbital                              | Estudi d'aurores                        | 26 Gener                      | Reeixit                       |
| 26 Gener 09:46       | Apogeu: ~160 km |                                                      |                                         |                                         |                               |                               |
| 26 Gener 09:47       | Terrier-Orion | Terrier-Orion                                        | Poker Flat                              | Poker Flat                              | NASA                          | NASA                          |
| 26 Gener 09:47       | MIST | Clemson                                              | Suborbital                              | Estudi d'aurores                        | 26 Gener                      | Reeixit                       |
| 26 Gener 09:47       | Apogeu: ~130 km |                                                      |                                         |                                         |                               |                               |
| 28 Gener 10:41       | Talos Terrier Oriole Nihka | Talos Terrier Oriole Nihka                           | Poker Flat                              | Poker Flat                              | NASA                          | NASA                          |
| 28 Gener 10:41       | ASSP | USU                                                  | Suborbital                              | Estudi d'aurores                        | 28 Gener                      | Reeixit                       |
| 28 Gener 10:41       | Apogeu: ~590 km |                                                      |                                         |                                         |                               |                               |
| 31 Gener 14:22:00    | Delta II 7320 | Delta II 7320                                        | Vandenberg SLC-2W                       | Vandenberg SLC-2W                       | United Launch Alliance        | United Launch Alliance        |
| 31 Gener 14:22:00    | SMAP | NASA                                                 | Terrestre Baixa (SSO)                   | Observació Terrestre                    | En òrbita                     | Operacional                   |
| 31 Gener 14:22:00    | FIREBIRD II A | Montana State                                        | Terrestre Baixa (SSO)                   | Tecnologia                              | En òrbita                     | Operacional                   |
| 31 Gener 14:22:00    | FIREBIRD II B | Montana State                                        | Terrestre Baixa (SSO)                   | Tecnologia                              | En òrbita                     | Operacional                   |
| 31 Gener 14:22:00    | GRIFEX | NASA JPL                                             | Terrestre Baixa (SSO)                   | Tecnologia                              | En òrbita                     | Operacional                   |
| 31 Gener 14:22:00    | ExoCube | Cal Poly                                             | Terrestre Baixa (SSO)                   | Tecnologia                              | En òrbita                     | Operacional                   |
| 31 Gener 02:36:00    | Agni V | Agni V                                               | Integrated Test Range Launch Complex IV | Integrated Test Range Launch Complex IV | DRDO                          | DRDO                          |
| 31 Gener 02:36:00    | | DRDO                                                 | Suborbital                              | Prova de míssils                        | 31 Gener                      | Reeixit                       |
| 31 Gener 02:36:00    | Apogeu: ~800 km |                                                      |                                         |                                         |                               |                               |
| Febrer               | |                                                      |                                         |                                         |                               |                               |
| 1 Febrer 01:21:00    | H-IIA 202 | H-IIA 202                                            | Tanegashima LA-Y1                       | Tanegashima LA-Y1                       | MHI                           | MHI                           |
| 1 Febrer 01:21:00    | IGS-Radar Spare | CSICE                                                | Terrestre Baixa (SSO)                   | Reconeixement                           | En òrbita                     | Operacional                   |
| 1 Febrer 12:31:00    | Proton-M/Briz-M | Proton-M/Briz-M                                      | Baikonur Site 200/39                    | Baikonur Site 200/39                    | International Launch Services | International Launch Services |
| 1 Febrer 12:31:00    | Inmarsat 5-F2 | Inmarsat                                             | Geosíncrona                             | Comunicacions                           | En òrbita                     | Operacional                   |
| 2 Febrer 08:50       | Safir | Safir                                                | Semnan                                  | Semnan                                  | ISA                           | ISA                           |
| 2 Febrer 08:50       | Fajr | ISA                                                  | Terrestre Baixa                         | Tecnologia                              | En òrbita                     | Operacional                   |
| 11 Febrer 13:40:00   | Vega | Vega                                                 | Kourou ELV                              | Kourou ELV                              | Arianespace                   | Arianespace                   |
| 11 Febrer 13:40:00   | IXV | ESA                                                  | Transatmosfèric                         | Prova tecnològica                       | 11 Febrer 15:19               | Reeixit                       |
| 11 Febrer 13:40:00   | La quarta etapa del coet Vega va entrar breument en òrbita terrestre baixa abans de desorbitar-se. Notable per ser el primer vol de prova de l'IXV |                                                      |                                         |                                         |                               |                               |
| 11 Febrer 23:03:32   | Falcon 9 v1.1 | Falcon 9 v1.1                                        | Cape Canaveral SLC-40                   | Cape Canaveral SLC-40                   | SpaceX                        | SpaceX                        |
| 11 Febrer 23:03:32   | DSCOVR | NOAA                                                 | L1 Terra/Sol                            | Observació Terrestre/Observació solar   | En òrbita                     | Operacional                   |
| 11 Febrer 23:03:32   | Primer llançament de SpaceX per a una càrrega destinada més enllà de GTO. La primera etapa va amarar de manera controlada al mar. |                                                      |                                         |                                         |                               |                               |
| 17 Febrer 11:00:17   | Soyuz-U | Soyuz-U                                              | Baikonur Site 1/5                       | Baikonur Site 1/5                       | Roskosmos                     | Roskosmos                     |
| 17 Febrer 11:00:17   | Progress M-26M | Roskosmos                                            | Terrestre Baixa (EEI)                   | Abastiment de l'EEI                     | En òrbita                     | Operacional                   |
| 19 Febrer 22:06      | VS-30/Improved Orion | VS-30/Improved Orion                                 | Andøya                                  | Andøya                                  | Andøya                        | Andøya                        |
| 19 Febrer 22:06      | ICI-4 (CanoRock 4) | Oslo/Andøya                                          | Suborbital                              | Tecnologia                              | 19 Febrer                     | Reeixit                       |
| 19 Febrer 22:06      | Apogeu: 365 km |                                                      |                                         |                                         |                               |                               |
| 22 Febrer 07:52      | VSB-30 | VSB-30                                               | Esrange                                 | Esrange                                 | CNES                          | CNES                          |
| 22 Febrer 07:52      | Cryofenix | CNES                                                 | Suborbital                              | Microgravetat                           | 22 Febrer                     | Reeixit                       |
| 22 Febrer 07:52      | Apogeu: 265 km |                                                      |                                         |                                         |                               |                               |
| 22 Febrer            | UGM-133 Trident II D5 | UGM-133 Trident II D5                                | Submarí, Oceà Pacífic                   | Submarí, Oceà Pacífic                   | Marina dels EUA               | Marina dels EUA               |
| 22 Febrer            | | Marina dels EUA                                      | Suborbital                              | Prova de míssils                        | 22 Febrer                     | Reeixit                       |
| 22 Febrer            | UGM-133 Trident II D5 | UGM-133 Trident II D5                                | Submarí, Oceà Pacífic                   | Submarí, Oceà Pacífic                   | Marina dels EUA               | Marina dels EUA               |
| 22 Febrer            | | Marina dels EUA                                      | Suborbital                              | Prova de míssils                        | 22 Febrer                     | Reeixit                       |
| 24 Febrer 07:30      | Terrier-Oriole | Terrier-Oriole                                       | Wallops Island                          | Wallops Island                          | TBD                           | TBD                           |
| 24 Febrer 07:30      | | DOD                                                  | Suborbital                              | Prova de defensa contra míssils         | 24 Febrer                     | Reeixit                       |
| 24 Febrer 07:30      | Objectiu de FTX-19, Apogeu: ~150 km |                                                      |                                         |                                         |                               |                               |
| 24 Febrer 07:30      | Terrier-Oriole | Terrier-Oriole                                       | Wallops Island                          | Wallops Island                          | TBD                           | TBD                           |
| 24 Febrer 07:30      | | DOD                                                  | Suborbital                              | Prova de defensa contra míssils         | 24 Febrer                     | Reeixit                       |
| 24 Febrer 07:30      | Objectiu de FTX-19, Apogeu: ~150 km |                                                      |                                         |                                         |                               |                               |
| 24 Febrer 07:30      | Terrier-Oriole | Terrier-Oriole                                       | Wallops Island                          | Wallops Island                          | TBD                           | TBD                           |
| 24 Febrer 07:30      | | DOD                                                  | Suborbital                              | Prova de defensa contra míssils         | 24 Febrer                     | Reeixit                       |
| 24 Febrer 07:30      | Objectiu de FTX-19, Apogeu: ~150 km |                                                      |                                         |                                         |                               |                               |
| 25 Febrer 12:26      | Black Brant IX | Black Brant IX                                       | White Sands                             | White Sands                             | NASA                          | NASA                          |
| 25 Febrer 12:26      | MOSC 2 | AFRL                                                 | Suborbital                              | Ionosfèric                              | 25 Febrer                     | Reeixit                       |
| 25 Febrer 12:26      | Apogeu: 300 km |                                                      |                                         |                                         |                               |                               |
| 27 Febrer 11:01:35   | Soyuz-2.1a | Soyuz-2.1a                                           | Zona de llançament 43/4 de Plessetsk    | Zona de llançament 43/4 de Plessetsk    | RVSN RF                       | RVSN RF                       |
| 27 Febrer 11:01:35   | Kosmos 2503 (Bars-M) | VKO                                                  | Terrestre Baixa (SSO)                   | Reconeixement                           | En òrbita                     | Operacional                   |
| Març                 | |                                                      |                                         |                                         |                               |                               |
| 2 Març 03:50:00      | Falcon 9 v1.1 | Falcon 9 v1.1                                        | Cape Canaveral SLC-40                   | Cape Canaveral SLC-40                   | SpaceX                        | SpaceX                        |
| 2 Març 03:50:00      | Eutelsat 115 West B | Eutelsat                                             | Planificat: Geosíncrona                 | Comunicacions                           | En òrbita                     | Operacional                   |
| 2 Març 03:50:00      | ABS-3A | ABS                                                  | Planificat: Geosíncrona                 | Comunicacions                           | En òrbita                     | Operacional                   |
| 2 Març 03:50:00      | Primers satèl·lits de comunicacions de propulsió exclusivament elèctrica per assolir orbites destinades des de GTO |                                                      |                                         |                                         |                               |                               |
| 5 Març 01:44         | VS-30 | VS-30                                                | Andøya                                  | Andøya                                  | DLR                           | DLR                           |
| 5 Març 01:44         | WADIS-2 | DLR                                                  | Suborbital                              | Atmospheric                             | 5 Març                        | Reeixit                       |
| 5 Març 01:44         | Apogeu: 126 km, també van ser llançats 13 coets meteorològics Super Loki |                                                      |                                         |                                         |                               |                               |
| 9 Març               | Shaheen-III | Shaheen-III                                          | Sonmiani                                | Sonmiani                                | ASFC                          | ASFC                          |
| 9 Març               | | ASFC                                                 | Suborbital                              | Prova de míssils                        | 9 Març                        | Reeixit                       |
| 9 Març               | Apogeu: 500 km |                                                      |                                         |                                         |                               |                               |
| 13 Març 02:44:00     | Atlas V 421 | Atlas V 421                                          | Cape Canaveral SLC-41                   | Cape Canaveral SLC-41                   | United Launch Alliance        | United Launch Alliance        |
| 13 Març 02:44:00     | MMS-1 | NASA                                                 | Terrestre Alta El·líptica               | Investigació magnetosfèrica             | En òrbita                     | Operacional                   |
| 13 Març 02:44:00     | MMS-2 | NASA                                                 | Terrestre Alta El·líptica               | Investigació magnetosfèrica             | En òrbita                     | Operacional                   |
| 13 Març 02:44:00     | MMS-3 | NASA                                                 | Terrestre Alta El·líptica               | Investigació magnetosfèrica             | En òrbita                     | Operacional                   |
| 13 Març 02:44:00     | MMS-4 | NASA                                                 | Terrestre Alta El·líptica               | Investigació magnetosfèrica             | En òrbita                     | Operacional                   |
| 18 Març              | RS-26 Rubezh | RS-26 Rubezh                                         | Kapustin Iar                            | Kapustin Iar                            | RVSN                          | RVSN                          |
| 18 Març              | | RVSN                                                 | Suborbital                              | Prova de míssils                        | 18 Març                       | Reeixit                       |
| 18 Març 22:05:00     | Proton-M/Briz-M | Proton-M/Briz-M                                      | Zona de llançament de Baikonur 200/39   | Zona de llançament de Baikonur 200/39   | Khrunichev                    | Khrunichev                    |
| 18 Març 22:05:00     | Ekspress AM7 | RSCC                                                 | Geosíncrona                             | Comunicacions                           | En òrbita                     | Operacional                   |
| 23 Març 10:36        | LGM-30G Minuteman III | LGM-30G Minuteman III                                | Vandenberg LF-10                        | Vandenberg LF-10                        | Força Aèria dels EUA          | Força Aèria dels EUA          |
| 23 Març 10:36        | | Força Aèria dels EUA                                 | Suborbital                              | Vol de prova                            | 23 Març                       | Reeixit                       |
| 23 Març 10:36        | GT214GM, Apogeu: ~1300 km ? |                                                      |                                         |                                         |                               |                               |
| 25 Març 18:36:00     | Delta IV M+(4,2) | Delta IV M+(4,2)                                     | Cape Canaveral SLC-37B                  | Cape Canaveral SLC-37B                  | United Launch Alliance        | United Launch Alliance        |
| 25 Març 18:36:00     | USA-260 (GPS IIF-9) | US Air Force                                         | Terrestre Mitjana                       | Navegació                               | En òrbita                     | Operacional                   |
| 25 Març 22:08:53     | Dnepr-1 | Dnepr-1                                              | Dombarovsky Site 13                     | Dombarovsky Site 13                     | ISC Kosmotras                 | ISC Kosmotras                 |
| 25 Març 22:08:53     | KOMPSat-3A | KARI                                                 | Terrestre Baixa (SSO)                   | Imatgeria terrestre                     | En òrbita                     | Operacional                   |
| 26 Març 01:21:00     | H-IIA 202 | H-IIA 202                                            | Tanegashima LA-Y1                       | Tanegashima LA-Y1                       | MHI                           | MHI                           |
| 26 Març 01:21:00     | IGS-Optical 5 | CSICE                                                | Terrestre Baixa (SSO)                   | Reconeixement                           | En òrbita                     | Operacional                   |
| 27 Març 10:54        | LGM-30G Minuteman III | LGM-30G Minuteman III                                | Vandenberg LF-04                        | Vandenberg LF-04                        | Força Aèria dels EUA          | Força Aèria dels EUA          |
| 27 Març 10:54        | | Força Aèria dels EUA                                 | Suborbital                              | Vol de prova                            | 27 Març                       | Reeixit                       |
| 27 Març 10:54        | GT215GM, Apogeu: ~1300 km ? |                                                      |                                         |                                         |                               |                               |
| 27 Març 19:42:57     | Soyuz-FG | Soyuz-FG                                             | Zona de llançament de Baikonur 1/5      | Zona de llançament de Baikonur 1/5      | Roskosmos                     | Roskosmos                     |
| 27 Març 19:42:57     | Soyuz TMA-16M | Roskosmos                                            | Terrestre Baixa (EEI)                   | Expedició 43/44/45/46                   | 12 Setembre 00:51             | Reeixit                       |
| 27 Març 19:42:57     | Vol tripulat amb tres cosmonautes, incloent dos per a una missió d'un any sencer |                                                      |                                         |                                         |                               |                               |
| 27 Març 21:46:18     | Soyuz-STB/Fregat | Soyuz-STB/Fregat                                     | Kourou ELS                              | Kourou ELS                              | Arianespace                   | Arianespace                   |
| 27 Març 21:46:18     | Galileo FOC-3 | ESA                                                  | Terrestre Mitjana                       | Navegació                               | En òrbita                     | Operacional                   |
| 27 Març 21:46:18     | Galileo FOC-4 | ESA                                                  | Terrestre Mitjana                       | Navegació                               | En òrbita                     | Operacional                   |
| 28 Març 11:49:00     | PSLV-XL | PSLV-XL                                              | Satish Dhawan SLP                       | Satish Dhawan SLP                       | ISRO                          | ISRO                          |
| 28 Març 11:49:00     | IRNSS-1D | ISRO                                                 | Geosíncrona                             | Navegació                               | En òrbita                     | Operacional                   |
| 30 Març 13:52:30     | Llarga Marxa 3C/YZ-1 | Llarga Marxa 3C/YZ-1                                 | Xichang LA-2                            | Xichang LA-2                            | CASC                          | CASC                          |
| 30 Març 13:52:30     | BDS I1-S | CNSA                                                 | Geosíncrona                             | Navegació                               | En òrbita                     | Operacional                   |
| 30 Març              | VSB-30 | VSB-30                                               | Andøya                                  | Andøya                                  | DSTO                          | DSTO                          |
| 30 Març              | HiFire-7 | DSTO                                                 | Suborbital                              | Tecnologia                              | 30 Març                       | Reeixit                       |
| 31 Març 13:47:56     | Rókot/Briz-KM | Rókot/Briz-KM                                        | Zona de llançament 33/3 de Plessetsk    | Zona de llançament 33/3 de Plessetsk    | VKO                           | VKO                           |
| 31 Març 13:47:56     | Gonets M-18 | Gonets SatCom                                        | Terrestre Baixa                         | Comunicacions                           | En òrbita                     | Operacional                   |
| 31 Març 13:47:56     | Gonets M-19 | Gonets SatCom                                        | Terrestre Baixa                         | Comunicacions                           | En òrbita                     | Operacional                   |
| 31 Març 13:47:56     | Gonets M-20 | Gonets SatCom                                        | Terrestre Baixa                         | Comunicacions                           | En òrbita                     | Operacional                   |
| 31 Març 13:47:56     | Kosmos 2504 | VKO                                                  | Terrestre Baixa                         | Tecnologia/Inspecció de satèl·lit (?)   | En òrbita                     | Operacional                   |
| Abril                | |                                                      |                                         |                                         |                               |                               |
| 9 Abril              | Dhanush | Dhanush                                              | Ship, Oceà Índic                        | Ship, Oceà Índic                        | DRDO                          | DRDO                          |
| 9 Abril              | | DRDO                                                 | Suborbital                              | Objectiu militar                        | 9 Abril                       | Reeixit                       |
| 9 Abril              | Apogeu: ~100 km |                                                      |                                         |                                         |                               |                               |
| 14 Abril 20:10:41    | Falcon 9 v1.1 | Falcon 9 v1.1                                        | Cape Canaveral SLC-40                   | Cape Canaveral SLC-40                   | SpaceX                        | SpaceX                        |
| 14 Abril 20:10:41    | SpaceX CRS-6 | SpaceX                                               | Terrestre Baixa (EEI)                   | Abastiment de l'EEI                     | 21 Maig 16:42                 | Reeixit                       |
| 14 Abril 20:10:41    | Arkyd 3 Reflight | Planetary Resources                                  | Planificat: Terrestre Baixa             | Tecnologia                              | En òrbita                     | Operacional                   |
| 14 Abril 20:10:41    | Flock-1e x 14 | Planet Labs                                          | Planificat: Terrestre Baixa             | Imatgeria òptica                        | En òrbita                     | Operacional                   |
| 14 Abril 20:10:41    | No es va poder recuperar amb èxit la primera etapa; l'etapa del coet va aterrar en la plataforma marina massa ràpid, es va tombar i va explotar. Totes les càrregues útils secundàries van ser desplegades des de la cambra d'aire de l'EEI més tard. Arkyd 3 Reflight és una substitució de l'Arkyd 3, que va ser perdut en l'accident de vol del Cygnus CRS Orb-3 en 2014. |                                                      |                                         |                                         |                               |                               |
| 15 Abril             | Ghauri | Ghauri                                               | Tilla                                   | Tilla                                   | Exèrcit del Pakistan          | Exèrcit del Pakistan          |
| 15 Abril             | Haft-5 | Exèrcit del Pakistan                                 | Suborbital                              | Prova de míssil                         | 15 Abril                      | Reeixit                       |
| 15 Abril             | Apogeu: 100 km |                                                      |                                         |                                         |                               |                               |
| 16 Abril 04:22       | Agni-III | Agni-III                                             | ITR IC-4                                | ITR IC-4                                | Exèrcit indi                  | Exèrcit indi                  |
| 16 Abril 04:22       | | Exèrcit indi                                         | Suborbital                              | Prova de míssils                        | 16 Abril                      | Reeixit                       |
| 16 Abril 04:22       | Apogeu: 350 km |                                                      |                                         |                                         |                               |                               |
| 18 Abril 11:01       | Terrier-Improved Malemute | Terrier-Improved Malemute                            | Wallops Island                          | Wallops Island                          | NASA                          | NASA                          |
| 18 Abril 11:01       | Rocksat-X | Universitat de Colorado Boulder                      | Suborbital                              | Investigació estudiantil                | 18 Abril                      | Reeixit                       |
| 18 Abril 11:01       | Apogeu: ~174 km |                                                      |                                         |                                         |                               |                               |
| 23 Abril 07:35       | VSB-30 | VSB-30                                               | Esrange                                 | Esrange                                 | EuroLaunch                    | EuroLaunch                    |
| 23 Abril 07:35       | TEXUS-51 | DLR/ESA                                              | Suborbital                              | Microgravetat                           | 23 Abril                      | Reeixit                       |
| 23 Abril 07:35       | Apogeu: 261 km |                                                      |                                         |                                         |                               |                               |
| 26 Abril 20:00:07    | Ariane 5 ECA | Ariane 5 ECA                                         | Kourou ELA-3                            | Kourou ELA-3                            | Arianespace                   | Arianespace                   |
| 26 Abril 20:00:07    | Thor 7 | Telenor                                              | Geosíncrona                             | Comunicacions                           | En òrbita                     | Operacional                   |
| 26 Abril 20:00:07    | SICRAL-2 | MDD/DGA                                              | Geosíncrona                             | Comunicacions                           | En òrbita                     | Operacional                   |
| 27 Abril 04:55       | VSB-30 | VSB-30                                               | Esrange                                 | Esrange                                 | EuroLaunch                    | EuroLaunch                    |
| 27 Abril 04:55       | TEXUS-52 | DLR/ESA                                              | Suborbital                              | Microgravetat                           | 27 Abril                      | Reeixit                       |
| 27 Abril 04:55       | Apogeu: 255 km |                                                      |                                         |                                         |                               |                               |
| 27 Abril 23:03:00    | Falcon 9 v1.1 | Falcon 9 v1.1                                        | Cape Canaveral SLC-40                   | Cape Canaveral SLC-40                   | SpaceX                        | SpaceX                        |
| 27 Abril 23:03:00    | TurkmenAlem52E/MonacoSAT | Turkmen Telecom                                      | Geosíncrona                             | Comunicacions                           | En òrbita                     | Operacional                   |
| 27 Abril 23:03:00    | Primer satèl·lit del Turkmenistan |                                                      |                                         |                                         |                               |                               |
| 28 Abril 07:09:50    | Soyuz-2.1a | Soyuz-2.1a                                           | Baikonur Site 31/6                      | Baikonur Site 31/6                      | Roskosmos                     | Roskosmos                     |
| 28 Abril 07:09:50    | Progress M-27M | Roskosmos                                            | Terrestre Baixa (EEI)                   | Abastiment de l'EEI                     | 8 Maig                        | Error parcial                 |
| 28 Abril 07:09:50    | Es van perdre les comunicacions i el control d'actitud de la nau poc després de l'error de separació durant el llançament. Es va cancel·lar l'intent d'acoblament amb la International Space Station. La missió es va declarar com a pèrdua total. |                                                      |                                         |                                         |                               |                               |
| Maig                 | |                                                      |                                         |                                         |                               |                               |
| 2 Maig 08:30:01      | Black Brant IX | Black Brant IX                                       | White Sands                             | White Sands                             | NASA                          | NASA                          |
| 2 Maig 08:30:01      | OGRESS | Universitat de Iowa                                  | Suborbital                              | Astronomia de raigs X                   | 2 Maig                        | Reeixit                       |
| 2 Maig 08:30:01      | Apogeu: 272 km |                                                      |                                         |                                         |                               |                               |
| 16 Maig 05:47:39     | Proton-M/Briz-M | Proton-M/Briz-M                                      | Zona de llançament de Baikonur 200/39   | Zona de llançament de Baikonur 200/39   | International Launch Services | International Launch Services |
| 16 Maig 05:47:39     | Mexsat-1 | SCT                                                  | Previst: Geosíncrona                    | Comunicacions                           | 16 Maig                       | Error de llançament           |
| 16 Maig 05:47:39     | Va fallar el motor vernier de la tercera etapa del coet Proton al segon T+497 per una degradació del recobriment de l'eix de la turbobomba causant un excés de la vibració. |                                                      |                                         |                                         |                               |                               |
| 20 Maig 10:37        | LGM-30G Minuteman III | LGM-30G Minuteman III                                | Vandenberg LF-09                        | Vandenberg LF-09                        | Força Aèria dels EUA          | Força Aèria dels EUA          |
| 20 Maig 10:37        | | Força Aèria dels EUA                                 | Suborbital                              | Vol de prova                            | 20 Maig                       | Reeixit                       |
| 20 Maig 10:37        | GT212GM, Apogeu: ~1300 km ? |                                                      |                                         |                                         |                               |                               |
| 20 Maig 15:05:00     | Atlas V 501 | Atlas V 501                                          | Cape Canaveral SLC-41                   | Cape Canaveral SLC-41                   | United Launch Alliance        | United Launch Alliance        |
| 20 Maig 15:05:00     | AFSPC-5 (X-37B OTV-4) | US Air Force                                         | Terrestre Baixa                         | Tecnologia                              | En òrbita                     | Operacional                   |
| 20 Maig 15:05:00     | ULTRASat | NASA                                                 | Terrestre Baixa                         | Cubesat Deployment                      | En òrbita                     | Operacional                   |
| 20 Maig 15:05:00     | Lightsail-A | The Planetary Society                                | Terrestre Baixa                         | Tecnologia                              | 14 Juny 17:23                 | Reeixit                       |
| 20 Maig 15:05:00     | USS Langley | U.S. Naval Academy                                   | Terrestre Baixa                         | Tecnologia                              | En òrbita                     | Operacional                   |
| 20 Maig 15:05:00     | BRICSat-P | U.S. Naval Academy / George Washington               | Terrestre Baixa                         | Tecnologia                              | En òrbita                     | Operacional                   |
| 20 Maig 15:05:00     | ParkinsonSat | U.S. Naval Academy                                   | Terrestre Baixa                         | Tecnologia                              | En òrbita                     | Operacional                   |
| 20 Maig 15:05:00     | GEARRS-2 | Taylor                                               | Terrestre Baixa                         | Tecnologia                              | En òrbita                     | Operacional                   |
| 20 Maig 15:05:00     | AeroCube-8A | The Aerospace Corporation                            | Terrestre Baixa                         | Tecnologia                              | En òrbita                     | Operacional                   |
| 20 Maig 15:05:00     | AeroCube-8B | The Aerospace Corporation                            | Terrestre Baixa                         | Tecnologia                              | En òrbita                     | Operacional                   |
| 20 Maig 15:05:00     | OptiCube 1 | CalPoly                                              | Terrestre Baixa                         | Tecnologia                              | En òrbita                     | Operacional                   |
| 20 Maig 15:05:00     | OptiCube 2 | CalPoly                                              | Terrestre Baixa                         | Tecnologia                              | En òrbita                     | Operacional                   |
| 20 Maig 15:05:00     | OptiCube 3 | CalPoly                                              | Terrestre Baixa                         | Tecnologia                              | En òrbita                     | Operacional                   |
| 21 Maig 19:15        | Black Brant IX | Black Brant IX                                       | White Sands                             | White Sands                             | NASA                          | NASA                          |
| 21 Maig 19:15        | EVE | CU Boulder                                           | Suborbital                              | Calibratge del SDO                      | 21 Maig                       | Error de llançament           |
| 21 Maig 19:15        | Va fallar la segona etapa, el vol va finalitzar amb seguretat pels oficials en quatre segons després de la ignició de la segona etapa poc després de veure dades sobre la desviació del vehicle en la seva trajectòria original. La càrrega útil transportava un experiment separat del coet i va descendir a través d'un paracaigudes. |                                                      |                                         |                                         |                               |                               |
| 27 Maig 21:16:07     | Ariane 5 ECA | Ariane 5 ECA                                         | Kourou ELA-3                            | Kourou ELA-3                            | Arianespace                   | Arianespace                   |
| 27 Maig 21:16:07     | DirecTV-15 | DirecTV                                              | Geosíncrona                             | Comunicacions                           | En òrbita                     | Operacional                   |
| 27 Maig 21:16:07     | Sky Mexico 1 | SKY Mexico                                           | Geosíncrona                             | Comunicacions                           | En òrbita                     | Operacional                   |
| Juny                 | |                                                      |                                         |                                         |                               |                               |
| 5 Juny 15:23:54      | Soyuz-2.1a | Soyuz-2.1a                                           | Zona de llançament 43/4 de Plessetsk    | Zona de llançament 43/4 de Plessetsk    | RVSN RF                       | RVSN RF                       |
| 5 Juny 15:23:54      | Kosmos 2505 (Kobalt-M) | VKO                                                  | Terrestre Baixa                         | Reconeixement                           | En òrbita                     | Operacional                   |
| 6 Juny               | SM-3-IIA | SM-3-IIA                                             | San Nicolas Island                      | San Nicolas Island                      | Marina dels EUA               | Marina dels EUA               |
| 6 Juny               | | Marina dels EUA                                      | Suborbital                              | Prova d'ABM                             | 6 Juny                        | Reeixit                       |
| 6 Juny               | Vol inaugural del SM-3 Block IIA Cooperative Development Controlled Test Vehicle-01 (SCD CTV-01) |                                                      |                                         |                                         |                               |                               |
| 23 Juny 01:51:58     | Vega | Vega                                                 | Kourou ELV                              | Kourou ELV                              | Arianespace                   | Arianespace                   |
| 23 Juny 01:51:58     | Sentinel-2A | ESA                                                  | Terrestre Baixa (SSO)                   | Observació Terrestre                    | En òrbita                     | Operacional                   |
| 23 Juny 16:44:00     | Soyuz-2.1b | Soyuz-2.1b                                           | Zona de llançament 43/4 de Plessetsk    | Zona de llançament 43/4 de Plessetsk    | RVSN RF                       | RVSN RF                       |
| 23 Juny 16:44:00     | Kosmos 2506 (Persona) | VKO                                                  | Terrestre Baixa (SSO)                   | Reconeixement                           | En òrbita                     | Operacional                   |
| 25 Juny 10:00        | Terrier-Improved Orion | Terrier-Improved Orion                               | Wallops Island                          | Wallops Island                          | NASA                          | NASA                          |
| 25 Juny 10:00        | RockOn | CU Boulder                                           | Suborbital                              | Experiments estudiantils                | 25 Juny                       | Reeixit                       |
| 25 Juny 10:00        | Apogeu: 118 km |                                                      |                                         |                                         |                               |                               |
| 26 Juny 06:22:04     | Llarga Marxa 4B | Llarga Marxa 4B                                      | Taiyuan LA-9                            | Taiyuan LA-9                            | SAST                          | SAST                          |
| 26 Juny 06:22:04     | Gaofen 8 | CNSA                                                 | Terrestre Baixa (SSO)                   | Observació Terrestre/Reconeixement      | En òrbita                     | Operacional                   |
| 26 Juny              | ARAV ? | ARAV ?                                               | Kauai                                   | Kauai                                   | MDA                           | MDA                           |
| 26 Juny              | | MDA                                                  | Suborbital                              | Objectiu d'ABM                          | 26 Juny                       | Error de llançament           |
| 26 Juny              | Objectiu de radar d'Aegis |                                                      |                                         |                                         |                               |                               |
| 28 Juny 14:21:11     | Falcon 9 v1.1 | Falcon 9 v1.1                                        | Cape Canaveral SLC-40                   | Cape Canaveral SLC-40                   | SpaceX                        | SpaceX                        |
| 28 Juny 14:21:11     | SpaceX CRS-7 | SpaceX                                               | Planificat: Terrestre Baixa (ISS)       | Abastiment de l'EEI                     | 28 Juny                       | Error de llançament           |
| 28 Juny 14:21:11     | Flock-1f x 8 | Planet Labs                                          | Planificat: Terrestre Baixa             | Imatgeria òptica                        | 28 Juny                       | Error de llançament           |
| 28 Juny 14:21:11     | El vehicle es va desintegrar al segon T+139 després que el suport del tanc d'heli de la segona etapa cedís per trencar els altres tancs de l'etapa. Es va intentar lliurar el segment IDA-1 del NASA Docking System. Els CubeSats van ser desplegats des de l'Estació Espacial Internacional més tard. No es va poder provar l'aterratge de la primera etapa. |                                                      |                                         |                                         |                               |                               |
| 30 Juny 04:55        | VSB-30 | VSB-30                                               | Esrange                                 | Esrange                                 | EuroLaunch                    | EuroLaunch                    |
| 30 Juny 04:55        | MAPHEUS-5 | DLR                                                  | Suborbital                              | Tecnologia                              | 30 Juny                       | Reeixit                       |
| 30 Juny 04:55        | Apogeu: 252 km |                                                      |                                         |                                         |                               |                               |
| Juliol               | |                                                      |                                         |                                         |                               |                               |
| 3 Juliol 04:55:48    | Soyuz-U | Soyuz-U                                              | Zona de llançament de Baikonur 1/5      | Zona de llançament de Baikonur 1/5      | Roskosmos                     | Roskosmos                     |
| 3 Juliol 04:55:48    | Progress M-28M | Roskosmos                                            | Terrestre Baixa (EEI)                   | Abastiment de l'EEI                     | En òrbita                     | Operacional                   |
| 7 Juliol 10:15       | Black Brant IX | Black Brant IX                                       | Wallops Island                          | Wallops Island                          | NASA                          | NASA                          |
| 7 Juliol 10:15       | SOAREX-8 | NASA                                                 | Suborbital                              | Demostració tecnològica                 | 7 Juliol                      | Reeixit                       |
| 7 Juliol 10:15       | Apogeu: 350 km |                                                      |                                         |                                         |                               |                               |
| 10 Juliol 16:28:00   | PSLV-XL | PSLV-XL                                              | Satish Dhawan FLP                       | Satish Dhawan FLP                       | ISRO                          | ISRO                          |
| 10 Juliol 16:28:00   | UK-DMC-3A | DMCii                                                | Terrestre Baixa (SSO)                   | Observació Terrestre                    | En òrbita                     | Operacional                   |
| 10 Juliol 16:28:00   | UK-DMC-3B | DMCii                                                | Terrestre Baixa (SSO)                   | Observació Terrestre                    | En òrbita                     | Operacional                   |
| 10 Juliol 16:28:00   | UK-DMC-3C | DMCii                                                | Terrestre Baixa (SSO)                   | Observació Terrestre                    | En òrbita                     | Operacional                   |
| 10 Juliol 16:28:00   | CBNT-1 | SSTL                                                 | Terrestre Baixa (SSO)                   | Tecnologia                              | En òrbita                     | Operacional                   |
| 10 Juliol 16:28:00   | DeOrbitSail | Surrey Space Centre                                  | Terrestre Baixa (SSO)                   | Tecnologia                              | En òrbita                     | Operacional                   |
| 15 Juliol 15:36:00   | Atlas V 401 | Atlas V 401                                          | Cape Canaveral SLC-41                   | Cape Canaveral SLC-41                   | United Launch Alliance        | United Launch Alliance        |
| 15 Juliol 15:36:00   | USA-262 (GPS IIF-10) | Força Aèria dels EUA                                 | Terrestre Mitjana                       | Navegació                               | En òrbita                     | Operacional                   |
| 15 Juliol 21:42:07   | Ariane 5 ECA | Ariane 5 ECA                                         | Kourou ELA-3                            | Kourou ELA-3                            | Arianespace                   | Arianespace                   |
| 15 Juliol 21:42:07   | Star One C4 | Star One                                             | Geosíncrona                             | Comunicacions                           | En òrbita                     | Operacional                   |
| 15 Juliol 21:42:07   | MSG-4 | EUMETSAT                                             | Geosíncrona                             | Meteorologia                            | En òrbita                     | Operacional                   |
| 22 Juliol 21:02:44   | Soyuz-FG | Soyuz-FG                                             | Zona de llançament de Baikonur 1/5      | Zona de llançament de Baikonur 1/5      | Roskosmos                     | Roskosmos                     |
| 22 Juliol 21:02:44   | Soyuz TMA-17M | Roskosmos                                            | Terrestre Baixa (EEI)                   | Expedició 44/45                         | 11 Desembre 13:10             | Reeixit                       |
| 22 Juliol 21:02:44   | Vol tripulat amb tres cosmonautes |                                                      |                                         |                                         |                               |                               |
| 24 Juliol 00:07:00   | Delta IV M+(5,4) | Delta IV M+(5,4)                                     | Cape Canaveral SLC-37B                  | Cape Canaveral SLC-37B                  | United Launch Alliance        | United Launch Alliance        |
| 24 Juliol 00:07:00   | USA-263 (WGS-7) | Força Aèria dels EUA                                 | Geosíncrona                             | Comunicacions                           | En òrbita                     | Operacional                   |
| 25 Juliol 12:29:04   | Llarga Marxa 3B/YZ-1 | Llarga Marxa 3B/YZ-1                                 | Xichang LA-2                            | Xichang LA-2                            | CASC                          | CASC                          |
| 25 Juliol 12:29:04   | BDS M1-S | CNSA                                                 | Terrestre Mitjana                       | Navegació                               | En òrbita                     | Operacional                   |
| 25 Juliol 12:29:04   | BDS M2-S | CNSA                                                 | Terrestre Mitjana                       | Navegació                               | En òrbita                     | Operacional                   |
| 29 Juliol 08:30      | ARAV ? | ARAV ?                                               | Kauai                                   | Kauai                                   | MDA                           | MDA                           |
| 29 Juliol 08:30      | | MDA                                                  | Suborbital                              | Objectiu d'ABM                          | 29 Juliol                     | Reeixit                       |
| 29 Juliol 08:30      | Apogeu: 100 km, Objectiu Aegis MMW E1, intercepció amb èxit pel míssil SM-6 Dual I |                                                      |                                         |                                         |                               |                               |
| 30 Juliol 06:15      | ARAV ? | ARAV ?                                               | Kauai                                   | Kauai                                   | MDA                           | MDA                           |
| 30 Juliol 06:15      | | MDA                                                  | Suborbital                              | Objectiu d'ABM                          | 30 Juliol                     | Reeixit                       |
| 30 Juliol 06:15      | Apogeu: 100 km, Objectiu Aegis MMW E2, intercepció amb èxit pel míssil SM-2 Block IV |                                                      |                                         |                                         |                               |                               |
| Agost                | |                                                      |                                         |                                         |                               |                               |
| 12 Agost 10:14       | Terrier-Improved Malemute | Terrier-Improved Malemute                            | Wallops Island                          | Wallops Island                          | NASA                          | NASA                          |
| 12 Agost 10:14       | Rocksat-X | Diverses universitats                                | Suborbital                              | Investigació estudiantil                | 12 Agost                      | Reeixit                       |
| 12 Agost 10:14       | Apogeu: ~156 km (97 milles). |                                                      |                                         |                                         |                               |                               |
| 19 Agost 10:03       | LGM-30G Minuteman III | LGM-30G Minuteman III                                | Vandenberg LF-10                        | Vandenberg LF-10                        | Força Aèria dels EUA          | Força Aèria dels EUA          |
| 19 Agost 10:03       | | Força Aèria dels EUA                                 | Suborbital                              | Vol de prova                            | 19 Agost                      | Reeixit                       |
| 19 Agost 10:03       | GT213GM, Apogeu: ~1300 km ? |                                                      |                                         |                                         |                               |                               |
| 19 Agost 11:50:49    | H-IIB | H-IIB                                                | Tanegashima LA-Y2                       | Tanegashima LA-Y2                       | MHI                           | MHI                           |
| 19 Agost 11:50:49    | HTV-5 | JAXA                                                 | Terrestre Baixa (ISS)                   | Abastiment de l'EEI                     | 29 Setembre                   | Reeixit                       |
| 19 Agost 11:50:49    | SERPENS | Universitat de Brasília / Agència espacial brasilera | Terrestre Baixa                         | Tecnologia                              | En òrbita                     | Operacional                   |
| 19 Agost 11:50:49    | S-CUBE | Chiba Institute of Technology                        | Terrestre Baixa                         | Observació de meteors                   | En òrbita                     | Operacional                   |
| 19 Agost 11:50:49    | Flock-1 x 14 | Planet Labs                                          | Planificat: Terrestre Baixa             | Imatgeria òptica                        |                               |                               |
| 19 Agost 11:50:49    | AAUSAT5 | Aalborg                                              | Terrestre Baixa                         | Tecnologia                              | En òrbita                     | Operacional                   |
| 19 Agost 11:50:49    | GOMX-3 | GomSpace                                             | Terrestre Baixa                         | Tecnologia                              | En òrbita                     | Operacional                   |
| 19 Agost 11:50:49    | Els CubeSats van ser desplegats de l'EEI més tard. SERPENS i S-CUBE van ser desplegats el de 17 de setembre. AAUSAT5, GOMX-3, i Dove Flocks ho van fer el 5–7 d'octubre, però dos dels catorze Dove Flocks no es van desplegar a causa d'un malfuncionament del desplegador. |                                                      |                                         |                                         |                               |                               |
| 20 Agost 20:34:08    | Ariane 5 ECA | Ariane 5 ECA                                         | Kourou ELA-3                            | Kourou ELA-3                            | Arianespace                   | Arianespace                   |
| 20 Agost 20:34:08    | Eutelsat 8 West B | Eutelsat                                             | Geosíncrona                             | Comunicacions                           | En òrbita                     | Operacional                   |
| 20 Agost 20:34:08    | Intelsat 34 | Intelsat                                             | Geosíncrona                             | Comunicacions                           | En òrbita                     | Operacional                   |
| 22 Agost 15:13       | RS-12M Topol | RS-12M Topol                                         | Kapustin Iar                            | Kapustin Iar                            | RVSN                          | RVSN                          |
| 22 Agost 15:13       | | RVSN                                                 | Suborbital                              | Prova de míssils                        | 22 Agost                      | Reeixit                       |
| 27 Agost 02:31:35    | Llarga Marxa 4C | Llarga Marxa 4C                                      | Taiyuan LA-9                            | Taiyuan LA-9                            | SAST                          | SAST                          |
| 27 Agost 02:31:35    | Yaogan 27 | CNSA                                                 | Terrestre Baixa (SSO)                   | Reconeixement                           | En òrbita                     | Operacional                   |
| 27 Agost 11:22:00    | GSLV Mk II | GSLV Mk II                                           | Satish Dhawan SLP                       | Satish Dhawan SLP                       | ISRO                          | ISRO                          |
| 27 Agost 11:22:00    | GSAT-6 | Indian Armed Forces/ISRO                             | Geosíncrona                             | Comunicacions                           | En òrbita                     | Operacional                   |
| 27 Agost 17:45       | Black Brant IX | Black Brant IX                                       | White Sands                             | White Sands                             | NASA                          | NASA                          |
| 27 Agost 17:45       | MOSES-2 | MSU                                                  | Suborbital                              | Astronomia solar                        | 27 Agost                      | Reeixit                       |
| 27 Agost 17:45       | Apogeu: 185 milles |                                                      |                                         |                                         |                               |                               |
| 28 Agost 11:44:00    | Proton-M/Briz-M | Proton-M/Briz-M                                      | Zona de llançament de Baikonur 200/39   | Zona de llançament de Baikonur 200/39   | International Launch Services | International Launch Services |
| 28 Agost 11:44:00    | Inmarsat 5-F3 | Inmarsat                                             | Geosíncrona                             | Comunicacions                           | En òrbita                     | Operacional                   |
| Setembre             | |                                                      |                                         |                                         |                               |                               |
| 2 Setembre 04:37:43  | Soyuz-FG | Soyuz-FG                                             | Zona de llançament de Baikonur 1/5      | Zona de llançament de Baikonur 1/5      | Roskosmos                     | Roskosmos                     |
| 2 Setembre 04:37:43  | Soyuz TMA-18M | Roskosmos                                            | Terrestre Baixa (EEI)                   | Expedició 45/46/iriss                   | En òrbita                     | Operacional                   |
| 2 Setembre 04:37:43  | Vol tripulat amb tres cosmonautes: incloent l'astronauta de l'ESA Andreas Mogensen, el primer danès a l'espai, i Aidyn Aimbetov, el primer cosmonauta d'un Kazakhstan independent. Sarah Brightman estava destinada a volar en aquesta missió com a participant del vol espacial, però es va retirar de l'entrenament el 13 de maig de 2015 per raons personals. El turista espacial japonès Satoshi Takamatsu anava a ocupar el lloc de Brightman, però ell ho va cancel·lar i Roscosmos va escollir a Aimbetov com a alternativa. |                                                      |                                         |                                         |                               |                               |
| 2 Setembre 10:18:00  | Atlas V 551 | Atlas V 551                                          | Cape Canaveral SLC-41                   | Cape Canaveral SLC-41                   | United Launch Alliance        | United Launch Alliance        |
| 2 Setembre 10:18:00  | MUOS-4 | Marina dels EUA                                      | Geosíncrona                             | Comunicacions                           | En òrbita                     | Operacional                   |
| 3 Setembre 17:01     | Black Brant IX | Black Brant IX                                       | White Sands                             | White Sands                             | NASA                          | NASA                          |
| 3 Setembre 17:01     | CLASP | NASA/JAXA/IAC/IAS                                    | Suborbital                              | Astronomia solar                        | 3 Setembre                    | Reeixit                       |
| 3 Setembre 17:01     | Apogeu: 167 milles |                                                      |                                         |                                         |                               |                               |
| 11 Setembre 02:08:10 | Soyuz-STB/Fregat | Soyuz-STB/Fregat                                     | Kourou ELS                              | Kourou ELS                              | Arianespace                   | Arianespace                   |
| 11 Setembre 02:08:10 | Galileo FOC-5 | ESA                                                  | Terrestre Mitjana                       | Navegació                               | En òrbita                     | Operacional                   |
| 11 Setembre 02:08:10 | Galileo FOC-6 | ESA                                                  | Terrestre Mitjana                       | Navegació                               | En òrbita                     | Operacional                   |
| 11 Setembre 11:00:00 | S-520 | S-520                                                | Uchinoura                               | Uchinoura                               | JAXA                          | JAXA                          |
| 11 Setembre 11:00:00 | JPN | HU/UT/TU/JAXA                                        | Suborbital                              | Microgravetat                           | 11 Setembre                   | Reeixit                       |
| 11 Setembre 11:00:00 | Apogeu: 312 km |                                                      |                                         |                                         |                               |                               |
| 12 Setembre 15:42:04 | Llarga Marxa 3B/E | Llarga Marxa 3B/E                                    | Xichang LA-2                            | Xichang LA-2                            | CASC                          | CASC                          |
| 12 Setembre 15:42:04 | TJS-1 | CNSA                                                 | Geosíncrona                             | Comunicacions                           | En òrbita                     | Operacional                   |
| 14 Setembre 04:42    | Llarga Marxa 2D | Llarga Marxa 2D                                      | Jiuquan LA-4/SLS-2                      | Jiuquan LA-4/SLS-2                      | SAST                          | SAST                          |
| 14 Setembre 04:42    | Gaofen 9 | CNSA                                                 | Terrestre Baixa (SSO)                   | Observació Terrestre/Reconeixement      | En òrbita                     | Operacional                   |
| 14 Setembre 19:00:00 | Proton-M/Blok DM-03 | Proton-M/Blok DM-03                                  | Zona de llançament de Baikonur 81/24    | Zona de llançament de Baikonur 81/24    | Khrunichev                    | Khrunichev                    |
| 14 Setembre 19:00:00 | Ekspress AM8 | RSCC                                                 | Geosíncrona                             | Comunicacions                           | En òrbita                     | Operacional                   |
| 16 Setembre 19:06    | Black Brant XI | Black Brant XI                                       | Andøya                                  | Andøya                                  | NASA                          | NASA                          |
| 16 Setembre 19:06    | CARE II | NRL                                                  | Suborbital                              | Aeronomia                               | 16 Setembre                   | Reeixit                       |
| 16 Setembre 19:06    | Apogeu: 299 km |                                                      |                                         |                                         |                               |                               |
| 19 Setembre 23:01:14 | Llarga Marxa 6 | Llarga Marxa 6                                       | Taiyuan LA-16                           | Taiyuan LA-16                           | SAST                          | SAST                          |
| 19 Setembre 23:01:14 | ZDPS-2A | ZJU                                                  | Terrestre Baixa (SSO)                   | Tecnologia                              | En òrbita                     | Operacional                   |
| 19 Setembre 23:01:14 | ZDPS-2B | ZJU                                                  | Terrestre Baixa (SSO)                   | Tecnologia                              | En òrbita                     | Operacional                   |
| 19 Setembre 23:01:14 | Xiwang-2A | CAMSAT                                               | Terrestre Baixa (SSO)                   | Ràdio amateur                           | En òrbita                     | Operacional                   |
| 19 Setembre 23:01:14 | Xiwang-2B | CAMSAT                                               | Terrestre Baixa (SSO)                   | Ràdio amateur                           | En òrbita                     | Operacional                   |
| 19 Setembre 23:01:14 | Xiwang-2C | CAMSAT                                               | Terrestre Baixa (SSO)                   | Ràdio amateur                           | En òrbita                     | Operacional                   |
| 19 Setembre 23:01:14 | Xiwang-2D | CAMSAT                                               | Terrestre Baixa (SSO)                   | Ràdio amateur                           | En òrbita                     | Operacional                   |
| 19 Setembre 23:01:14 | Xiwang-2E | CAMSAT                                               | Terrestre Baixa (SSO)                   | Ràdio amateur                           | En òrbita                     | Operacional                   |
| 19 Setembre 23:01:14 | Xiwang-2F | CAMSAT                                               | Terrestre Baixa (SSO)                   | Ràdio amateur                           | En òrbita                     | Operacional                   |
| 19 Setembre 23:01:14 | XY-2 | CASC                                                 | Terrestre Baixa (SSO)                   | Tecnologia                              | En òrbita                     | Operacional                   |
| 19 Setembre 23:01:14 | DCBB | CAMSAT                                               | Terrestre Baixa (SSO)                   | Educatiu                                | En òrbita                     | Operacional                   |
| 19 Setembre 23:01:14 | LilacSat-2 | HIT                                                  | Terrestre Baixa (SSO)                   | Tecnologia                              | En òrbita                     | Operacional                   |
| 19 Setembre 23:01:14 | Tiantuo-3 | NUDT                                                 | Terrestre Baixa (SSO)                   | Tecnologia                              | En òrbita                     | Operacional                   |
| 19 Setembre 23:01:14 | NUDT-Phone-Sat | NUDT                                                 | Terrestre Baixa (SSO)                   | Tecnologia                              | En òrbita                     | Operacional                   |
| 19 Setembre 23:01:14 | Xingchen 1 | NUDT                                                 | Terrestre Baixa (SSO)                   | Tecnologia                              | En òrbita                     | Operacional                   |
| 19 Setembre 23:01:14 | Xingchen 2 | NUDT                                                 | Terrestre Baixa (SSO)                   | Tecnologia                              | En òrbita                     | Operacional                   |
| 19 Setembre 23:01:14 | Xingchen 3 | NUDT                                                 | Terrestre Baixa (SSO)                   | Tecnologia                              | En òrbita                     | Operacional                   |
| 19 Setembre 23:01:14 | Xingchen 4 | NUDT                                                 | Terrestre Baixa (SSO)                   | Tecnologia                              | En òrbita                     | Operacional                   |
| 19 Setembre 23:01:14 | NS-2 | Tsinghua                                             | Terrestre Baixa (SSO)                   | Tecnologia                              | En òrbita                     | Operacional                   |
| 19 Setembre 23:01:14 | ZJ-1 | Tsinghua                                             | Terrestre Baixa (SSO)                   | Tecnologia                              | En òrbita                     | Operacional                   |
| 19 Setembre 23:01:14 | ZJ-2 | Tsinghua/Xidian                                      | Terrestre Baixa (SSO)                   | Tecnologia                              | En òrbita                     | Operacional                   |
| 19 Setembre 23:01:14 | Vol inaugural del vehicle Llarga Marxa 6 |                                                      |                                         |                                         |                               |                               |
| 23 Setembre 21:59:38 | Rókot/Briz-KM | Rókot/Briz-KM                                        | Zona de llançament 133/3 de Plessetsk   | Zona de llançament 133/3 de Plessetsk   | VKO                           | VKO                           |
| 23 Setembre 21:59:38 | Kosmos 2507 (Strela-3M) | VKO                                                  | Terrestre Baixa                         | Comunicacions                           | En òrbita                     | Operacional                   |
| 23 Setembre 21:59:38 | Kosmos 2508 (Strela-3M) | VKO                                                  | Terrestre Baixa                         | Comunicacions                           | En òrbita                     | Operacional                   |
| 23 Setembre 21:59:38 | Kosmos 2509 (Strela-3M) | VKO                                                  | Terrestre Baixa                         | Comunicacions                           | En òrbita                     | Operacional                   |
| 25 Setembre 01:41:40 | Llarga Marxa 11 | Llarga Marxa 11                                      | Jiuquan                                 | Jiuquan                                 | CASC                          | CASC                          |
| 25 Setembre 01:41:40 | Pujiang-1 | SAST                                                 | Terrestre Baixa (SSO)                   | Tecnologia                              | En òrbita                     | Operacional                   |
| 25 Setembre 01:41:40 | Tianwang 1A | ShanghaiTech                                         | Terrestre Baixa (SSO)                   | Tecnologia                              | En òrbita                     | Operacional                   |
| 25 Setembre 01:41:40 | Tianwang 1B | ShanghaiTech                                         | Terrestre Baixa (SSO)                   | Tecnologia                              | En òrbita                     | Operacional                   |
| 25 Setembre 01:41:40 | Tianwang 1C | ShanghaiTech                                         | Terrestre Baixa (SSO)                   | Tecnologia                              | En òrbita                     | Operacional                   |
| 25 Setembre 01:41:40 | Vol inaugural del vehicle Llarga Marxa 11 |                                                      |                                         |                                         |                               |                               |
| 28 Setembre 04:30:00 | PSLV-XL | PSLV-XL                                              | Satish Dhawan FLP                       | Satish Dhawan FLP                       | ISRO                          | ISRO                          |
| 28 Setembre 04:30:00 | Astrosat | ISRO                                                 | Terrestre Baixa                         | Astronomia de raigs X                   | En òrbita                     | Operacional                   |
| 28 Setembre 04:30:00 | LAPAN-A2 | LAPAN                                                | Terrestre Baixa                         | Observació Terrestre                    | En òrbita                     | Operacional                   |
| 28 Setembre 04:30:00 | ExactView 9 | exactEarth                                           | Terrestre Baixa                         | Observació marítima                     | En òrbita                     | Operacional                   |
| 28 Setembre 04:30:00 | Lemur-2 1 | NanoSatisfi Inc                                      | Terrestre Baixa                         | Observació Terrestre                    | En òrbita                     | Operacional                   |
| 28 Setembre 04:30:00 | Lemur-2 2 | NanoSatisfi Inc                                      | Terrestre Baixa                         | Observació Terrestre                    | En òrbita                     | Operacional                   |
| 28 Setembre 04:30:00 | Lemur-2 3 | NanoSatisfi Inc                                      | Terrestre Baixa                         | Observació Terrestre                    | En òrbita                     | Operacional                   |
| 28 Setembre 04:30:00 | Lemur-2 4 | NanoSatisfi Inc                                      | Terrestre Baixa                         | Observació Terrestre                    | En òrbita                     | Operacional                   |
| 29 Setembre 23:13:04 | Llarga Marxa 3B/E | Llarga Marxa 3B/E                                    | Xichang LA-3                            | Xichang LA-3                            | CASC                          | CASC                          |
| 29 Setembre 23:13:04 | BDS I2-S | CNSA                                                 | Geosíncrona                             | Navegació                               | En òrbita                     | Operacional                   |
| 30 Setembre 08:28    | M51 | M51                                                  | Landes                                  | Landes                                  | DGA/Marine nationale          | DGA/Marine nationale          |
| 30 Setembre 08:28    | | DGA/Marine nationale                                 | Suborbital                              | Vol de prova                            | 30 Setembre                   | Reeixit                       |
| 30 Setembre 08:28    | Apogeu: 500 km, aparentment llançat des d'una plataforma de proves terrestre, en comptes des d'un submarí. |                                                      |                                         |                                         |                               |                               |
| 30 Setembre 20:30:07 | Ariane 5 ECA | Ariane 5 ECA                                         | Kourou ELA-3                            | Kourou ELA-3                            | Arianespace                   | Arianespace                   |
| 30 Setembre 20:30:07 | NBN-Co 1A (Sky Muster) | NBN Co                                               | Geosíncrona                             | Comunicacions                           | En òrbita                     | Operacional                   |
| 30 Setembre 20:30:07 | ARSAT-2 | ARSAT                                                | Geosíncrona                             | Comunicacions                           | En òrbita                     | Operacional                   |
| Octubre              | |                                                      |                                         |                                         |                               |                               |
| 1 Octubre 16:49:40   | Soyuz-U | Soyuz-U                                              | Zona de llançament de Baikonur 1/5      | Zona de llançament de Baikonur 1/5      | Roskosmos                     | Roskosmos                     |
| 1 Octubre 16:49:40   | Progress M-29M | Roskosmos                                            | Terrestre Baixa (EEI)                   | Abastiment de l'EEI                     | En òrbita                     | Operacional                   |
| 2 Octubre 05:39:00   | / VSB-30/Improved Orion | / VSB-30/Improved Orion                              | Esrange                                 | Esrange                                 | Swedish Space Corporation     | Swedish Space Corporation     |
| 2 Octubre 05:39:00   | O-STATES 1 | SNSB                                                 | Suborbital                              | Investigació atmosfèrica                | 2 Octubre                     | Reeixit                       |
| 2 Octubre 05:39:00   | Apogeu: 246 km |                                                      |                                         |                                         |                               |                               |
| 2 Octubre 10:28:00   | Atlas V 421 | Atlas V 421                                          | Cape Canaveral SLC-41                   | Cape Canaveral SLC-41                   | United Launch Alliance        | United Launch Alliance        |
| 2 Octubre 10:28:00   | Mexsat-2 | SCT                                                  | Geosíncrona                             | Comunicacions                           | En òrbita                     | Operacional                   |
| 7 Octubre 04:13:04   | Llarga Marxa 2D | Llarga Marxa 2D                                      | Jiuquan LA-4/SLS-2                      | Jiuquan LA-4/SLS-2                      | SAST                          | SAST                          |
| 7 Octubre 04:13:04   | Jilin-1A | CAS CIOMP                                            | Terrestre Baixa (SSO)                   | Observació Terrestre                    | En òrbita                     | Operacional                   |
| 7 Octubre 04:13:04   | Jilin-1B | CAS CIOMP                                            | Terrestre Baixa (SSO)                   | Observació Terrestre                    | En òrbita                     | Operacional                   |
| 7 Octubre 04:13:04   | Jilin-1C | CAS CIOMP                                            | Terrestre Baixa (SSO)                   | Observació Terrestre                    | En òrbita                     | Operacional                   |
| 7 Octubre 04:13:04   | Jilin-1D | CAS CIOMP                                            | Terrestre Baixa (SSO)                   | Observació Terrestre                    | En òrbita                     | Operacional                   |
| 7 Octubre 23:07:00   | Black Brant IX | Black Brant IX                                       | Wallops Island                          | Wallops Island                          | NASA                          | NASA                          |
| 7 Octubre 23:07:00   | Technology Test Flight | NASA GSFC                                            | Suborbital                              | Rocket motor test                       | 7 Octubre                     | Reeixit                       |
| 7 Octubre 23:07:00   | LEO-1 | Orbital ATK                                          | Suborbital                              | Materials Testing                       | 7 Octubre                     | Reeixit                       |
| 7 Octubre 23:07:00   | NNS | NASA                                                 | Suborbital                              | Materials Testing                       | 7 Octubre                     | Reeixit                       |
| 7 Octubre 23:07:00   | Apogeu: 257,5 km (160mi). Vol de prova del nou motor sustentador Black Brant Mk4. Altres càrregues s'inclouen un núvol de bari i estronci, que va ser desplegat per provar el sistema d'ejecció de càrrega del coet que va ser vist per moltes zones de la Costa Est dels Estats Units. |                                                      |                                         |                                         |                               |                               |
| 8 Octubre 12:49:30   | Atlas V 401 | Atlas V 401                                          | Vandenberg SLC-3E                       | Vandenberg SLC-3E                       | United Launch Alliance        | United Launch Alliance        |
| 8 Octubre 12:49:30   | USA-264 (NOSS) | NRO                                                  | Terrestre Baixa                         | ELINT                                   | En òrbita                     | Operacional                   |
| 8 Octubre 12:49:30   | USA-264 (NOSS) | NRO                                                  | Terrestre Baixa                         | ELINT                                   | En òrbita                     | Operacional                   |
| 8 Octubre 12:49:30   | Aerocube-5c | The Aerospace Corporation                            | Terrestre Baixa                         | Tecnologia                              | En òrbita                     | Operacional                   |
| 8 Octubre 12:49:30   | Aerocube-7 | The Aerospace Corporation                            | Terrestre Baixa                         | Tecnologia                              | En òrbita                     | Operacional                   |
| 8 Octubre 12:49:30   | SNaP-3 x 3 | US Army SMDC                                         | Terrestre Baixa                         | Tecnologia                              | En òrbita                     | Operacional                   |
| 8 Octubre 12:49:30   | PropCube x 2 | Tyvak Nano-Satellite Systems                         | Terrestre Baixa                         | Tecnologia                              | En òrbita                     | Operacional                   |
| 8 Octubre 12:49:30   | SINOD-D x 2 | SRI International                                    | Terrestre Baixa                         | Tecnologia                              | En òrbita                     | Operacional                   |
| 8 Octubre 12:49:30   | ARC-1 | UAF                                                  | Terrestre Baixa                         | Tecnologia                              | En òrbita                     | Operacional                   |
| 8 Octubre 12:49:30   | BisonSat | SKC                                                  | Terrestre Baixa                         | Observació Terrestre                    | En òrbita                     | Operacional                   |
| 8 Octubre 12:49:30   | AMSAT Fox-1 | AMSAT                                                | Terrestre Baixa                         | Ràdio amateur/Tecnologia                | En òrbita                     | Operacional                   |
| 8 Octubre 12:49:30   | LMRST-Sat | NASA JPL                                             | Terrestre Baixa                         | Tecnologia                              | En òrbita                     | Operacional                   |
| 8 Octubre 12:49:30   | NRO Launch 55 |                                                      |                                         |                                         |                               |                               |
| 16 Octubre 16:16:04  | Llarga Marxa 3B/E | Llarga Marxa 3B/E                                    | Xichang LA-2                            | Xichang LA-2                            | CASC                          | CASC                          |
| 16 Octubre 16:16:04  | APStar-9 | APT Satellite Holdings                               | Geosíncrona                             | Comunicacions                           | En òrbita                     | Operacional                   |
| 16 Octubre 20:40:11  | Proton-M/Briz-M | Proton-M/Briz-M                                      | Zona de llançament de Baikonur 200/39   | Zona de llançament de Baikonur 200/39   | International Launch Services | International Launch Services |
| 16 Octubre 20:40:11  | Türksat 4B | Türksat                                              | Geosíncrona                             | Comunicacions                           | En òrbita                     | Operacional                   |
| 19 Octubre 14:09:00  | / VSB-30/Improved Orion | / VSB-30/Improved Orion                              | Esrange                                 | Esrange                                 | Swedish Space Corporation     | Swedish Space Corporation     |
| 19 Octubre 14:09:00  | O-STATES 2 | SNSB                                                 | Suborbital                              | Investigació atmosfèrica                | 19 Octubre                    | Reeixit                       |
| 19 Octubre 14:09:00  | Apogeu: 244 km |                                                      |                                         |                                         |                               |                               |
| 21 Octubre 12:45:00  | LGM-30G Minuteman III | LGM-30G Minuteman III                                | Vandenberg LF-04                        | Vandenberg LF-04                        | Força Aèria dels EUA          | Força Aèria dels EUA          |
| 21 Octubre 12:45:00  | | Força Aèria dels EUA                                 | Suborbital                              | Vol de prova                            | 21 Octubre                    | Reeixit                       |
| 21 Octubre 12:45:00  | GT216GM, Apogeu: ~1300 km ? |                                                      |                                         |                                         |                               |                               |
| 26 Octubre 07:10:04  | Llarga Marxa 2D | Llarga Marxa 2D                                      | Jiuquan LA-4/SLS-2                      | Jiuquan LA-4/SLS-2                      | SAST                          | SAST                          |
| 26 Octubre 07:10:04  | Tianhui 1C | CNSA                                                 | Terrestre Baixa (SSO)                   | Cartografia                             | En òrbita                     | Operacional                   |
| 31 Octubre 16:13:00  | Atlas V 401 | Atlas V 401                                          | Cape Canaveral SLC-41                   | Cape Canaveral SLC-41                   | United Launch Alliance        | United Launch Alliance        |
| 31 Octubre 16:13:00  | USA-265 (GPS IIF-11) | Força Aèria dels EUA                                 | Terrestre Mitjana                       | Navegació                               | En òrbita                     | Operacional                   |
| Novembre             | |                                                      |                                         |                                         |                               |                               |
| 3 novembre 16:25:04  | Llarga Marxa 3B/E | Llarga Marxa 3B/E                                    | Xichang LA-3                            | Xichang LA-3                            | CASC                          | CASC                          |
| 3 novembre 16:25:04  | ChinaSat 2C | CNSA                                                 | Geosíncrona                             | Comunicacions                           | En òrbita                     | Operacional                   |
| 4 novembre 03:45:00  | SPARK | SPARK                                                | Pacific Missile Range Facility LP-41    | Pacific Missile Range Facility LP-41    | ORS                           | ORS                           |
| 4 novembre 03:45:00  | HiakaSat | ORS                                                  | Planificat: Terrestre Baixa             | Prova tecnològica                       | 4 novembre                    | Error de llançament           |
| 4 novembre 03:45:00  | EDSN x 8 | NASA                                                 | Planificat: Terrestre Baixa             | Prova tecnològica                       | 4 novembre                    | Error de llançament           |
| 4 novembre 03:45:00  | PrintSat | Montana State University                             | Planificat: Terrestre Baixa             | Prova tecnològica                       | 4 novembre                    | Error de llançament           |
| 4 novembre 03:45:00  | Argus | St. Louis University i Vanderbilt University         | Planificat: Terrestre Baixa             | Prova tecnològica                       | 4 novembre                    | Error de llançament           |
| 4 novembre 03:45:00  | STACEM | Utah State University                                | Planificat: Terrestre Baixa             | Prova tecnològica                       | 4 novembre                    | Error de llançament           |
| 4 novembre 03:45:00  | Supernova-Beta | Pumpkin, Inc.                                        | Planificat: Terrestre Baixa             | Prova tecnològica                       | 4 novembre                    | Error de llançament           |
| 4 novembre 03:45:00  | Vol inaugural del vehicle de llançament SPARK/Super Strypi El vehicle va perdre el control d'actitud al minut T+1 |                                                      |                                         |                                         |                               |                               |
| 6 novembre 15:01     | SpaceLoft XL | SpaceLoft XL                                         | Spaceport America                       | Spaceport America                       | UP Aerospace                  | UP Aerospace                  |
| 6 novembre 15:01     | FOP-4 | NASA                                                 | Suborbital                              | Quatre experiments tecnològics          | 6 novembre                    | Reeixit                       |
| 6 novembre 15:01     | Missió SL-10, Apogeu: 120,7 km. Primer coet privat suborbital a demostrar l'ejecció de càrregues útils recuperables. |                                                      |                                         |                                         |                               |                               |
| 8 novembre 07:06:04  | Llarga Marxa 4B | Llarga Marxa 4B                                      | Taiyuan LA-9                            | Taiyuan LA-9                            | SAST                          | SAST                          |
| 8 novembre 07:06:04  | Yaogan 28 | CNSA                                                 | Terrestre Baixa (SSO)                   | Reconeixement                           | En òrbita                     | Operacional                   |
| 10 novembre 21:34:07 | Ariane 5 ECA | Ariane 5 ECA                                         | Kourou ELA-3                            | Kourou ELA-3                            | Arianespace                   | Arianespace                   |
| 10 novembre 21:34:07 | Arabsat 6B | Arabsat                                              | Geosíncrona                             | Comunicacions                           | En òrbita                     | Operacional                   |
| 10 novembre 21:34:07 | GSAT-15 | ISRO                                                 | Geosíncrona                             | Comunicacions                           | En òrbita                     | Operacional                   |
| 14 novembre          | RSM-56 Bulava | RSM-56 Bulava                                        | K-551 Vladimir Monomakh, Mar Blanca     | K-551 Vladimir Monomakh, Mar Blanca     | VMF                           | VMF                           |
| 14 novembre          | | VMF                                                  | Suborbital                              | Prova de míssils                        | 14 novembre                   | Reeixit                       |
| 14 novembre          | RSM-56 Bulava | RSM-56 Bulava                                        | K-551 Vladimir Monomakh, Mar Blanca     | K-551 Vladimir Monomakh, Mar Blanca     | VMF                           | VMF                           |
| 14 novembre          | | VMF                                                  | Suborbital                              | Prova de míssils                        | 14 novembre                   | Reeixit                       |
| 17 novembre 06:33:41 | Soyuz-2.1b/Fregat | Soyuz-2.1b/Fregat                                    | Zona de llançament 43/4 de Plessetsk    | Zona de llançament 43/4 de Plessetsk    | RVSN RF                       | RVSN RF                       |
| 17 novembre 06:33:41 | Kosmos 2510 (EKS (Tundra)) | VKO                                                  | Mòlnia                                  | Alerta primerenca                       | En òrbita                     | Operacional                   |
| 17 novembre 06:33:41 | Primer component espacial pel nou sistema d'alerta primerenca de míssils unificat. |                                                      |                                         |                                         |                               |                               |
| 20 novembre 16:07:04 | Llarga Marxa 3B/E | Llarga Marxa 3B/E                                    | Xichang LA-2                            | Xichang LA-2                            | CASC                          | CASC                          |
| 20 novembre 16:07:04 | LaoSat-1 | Laos National Authority for Science and Technology   | Geosíncrona                             | Comunicacions                           | En òrbita                     | Operacional                   |
| 20 novembre 16:07:04 | Primer satèl·lit laosià |                                                      |                                         |                                         |                               |                               |
| 23 novembre 17:21    | New Shepard | New Shepard                                          | Corn Ranch                              | Corn Ranch                              | Blue Origin                   | Blue Origin                   |
| 23 novembre 17:21    | New Shepard | Blue Origin                                          | Suborbital                              | Vol de prova                            | 23 novembre                   | Reeixit                       |
| 23 novembre 17:21    | Apogeu: 100,5 km. Segon vol de prova del sistema de llançament New Shepard, primer en creuar la línia de Kármán, i primer en assolir un aterratge propulsat de la seva etapa de coet. |                                                      |                                         |                                         |                               |                               |
| 24 novembre 06:50:00 | H-IIA 204 | H-IIA 204                                            | Tanegashima LA-Y1                       | Tanegashima LA-Y1                       | MHI                           | MHI                           |
| 24 novembre 06:50:00 | Telstar 12V | Telesat                                              | Geosíncrona                             | Comunicacions                           | En òrbita                     | Operacional                   |
| 26 novembre 21:24:04 | Llarga Marxa 4C | Llarga Marxa 4C                                      | Taiyuan LA-9                            | Taiyuan LA-9                            | SAST                          | SAST                          |
| 26 novembre 21:24:04 | Yaogan 29 | CNSA                                                 | Terrestre Baixa (SSO)                   | Reconeixement                           | En òrbita                     | Operacional                   |
| Desembre             | |                                                      |                                         |                                         |                               |                               |
| 3 Desembre 04:04:00  | Vega | Vega                                                 | Kourou ELV                              | Kourou ELV                              | Arianespace                   | Arianespace                   |
| 3 Desembre 04:04:00  | LISA Pathfinder | ESA/NASA                                             | Planificat: Sol/Terra L1                | Prova tecnològica                       | En òrbita                     | Operacional                   |
| 5 Desembre 14:08:33  | Soyuz-2.1v/Volga | Soyuz-2.1v/Volga                                     | Zona de llançament 43/4 de Plessetsk    | Zona de llançament 43/4 de Plessetsk    | RVSN RF                       | RVSN RF                       |
| 5 Desembre 14:08:33  | Kosmos 2511 (Kanopus-ST) | VKO                                                  | Previst: Terrestre Baixa (SSO)          | Observació Terrestre                    | 8 Desembre 2015 05:43         | Error de llançament           |
| 5 Desembre 14:08:33  | Kosmos 2512 (KYuA-1) | Almaz-Antey                                          | Terrestre Baixa (SSO)                   | Calibratge de radar                     | En òrbita                     | Operacional                   |
| 5 Desembre 14:08:33  | Kanopus-ST va fallar en separar-se del tram superior del Volga. |                                                      |                                         |                                         |                               |                               |
| 6 Desembre 21:44:57  | Atlas V 401 | Atlas V 401                                          | Cape Canaveral SLC-41                   | Cape Canaveral SLC-41                   | United Launch Alliance        | United Launch Alliance        |
| 6 Desembre 21:44:57  | Cygnus CRS OA-4 · S.S. Deke Slayton II | Orbital ATK                                          | Terrestre Baixa (EEI)                   | Abastiment de l'EEI                     | En òrbita                     | Operacional                   |
| 6 Desembre 21:44:57  | Flock-2e x 12 | Planet Labs                                          | Planificat: Terrestre Baixa             | Observació Terrestre                    |                               |                               |
| 6 Desembre 21:44:57  | CADRE | Universitat de Michigan                              | Planificat: Terrestre Baixa             | Prova tecnològica                       |                               |                               |
| 6 Desembre 21:44:57  | MinXSS 1 | Universitat de Colorado Boulder                      | Planificat: Terrestre Baixa             | Observació solar                        |                               |                               |
| 6 Desembre 21:44:57  | Nodes x 2 | NASA                                                 | Planificat: Terrestre Baixa             | Prova tecnològica                       |                               |                               |
| 6 Desembre 21:44:57  | STMSat 1 | St. Thomas More Cathedral School                     | Planificat: Terrestre Baixa             | Educatiu                                |                               |                               |
| 6 Desembre 21:44:57  | SIMPL | NovaWurks                                            | Planificat: Terrestre Baixa             | Prova tecnològica                       |                               |                               |
| 6 Desembre 21:44:57  | Vol cancel·lat a causa que el llançament del coet Antares 130 fracassés en lliurar el Cygnus CRS Orb-3. Originalment programat per l'1 d'abril de 2015. |                                                      |                                         |                                         |                               |                               |
| 9 Desembre 16:46:04  | Llarga Marxa 3B/E | Llarga Marxa 3B/E                                    | Xichang LA-3                            | Xichang LA-3                            | CASC                          | CASC                          |
| 9 Desembre 16:46:04  | ChinaSat 1C | CNSA                                                 | Geosíncrona                             | Comunicacions                           | En òrbita                     | Operacional                   |
| 11 Desembre 13:45:33 | Zenit-3F | Zenit-3F                                             | Baikonur Site 45/1                      | Baikonur Site 45/1                      | Roskosmos                     | Roskosmos                     |
| 11 Desembre 13:45:33 | Elektro-L No.2 | Roskosmos                                            | Geosíncrona                             | Meteorologia                            | En òrbita                     | Operacional                   |
| 11 Desembre 13:45:33 | Possible vol final del vehicle de llançament Zenit després de les tensions entre Ucraïna i Rússia. |                                                      |                                         |                                         |                               |                               |
| 13 Desembre 00:19:00 | Proton-M/Briz-M | Proton-M/Briz-M                                      | Zona de llançament de Baikonur 81/24    | Zona de llançament de Baikonur 81/24    | Khrunichev                    | Khrunichev                    |
| 13 Desembre 00:19:00 | Kosmos 2513 (Garpun No. 12L) | VKO                                                  | Geosíncrona                             | Comunicacions                           | En òrbita                     | Operacional                   |
| 15 Desembre 11:03:09 | Soyuz-FG | Soyuz-FG                                             | Zona de llançament de Baikonur 1/5      | Zona de llançament de Baikonur 1/5      | Roskosmos                     | Roskosmos                     |
| 15 Desembre 11:03:09 | Soyuz TMA-19M | Roskosmos                                            | Terrestre Baixa (EEI)                   | Expedició 46/47                         | En òrbita                     | Operacional                   |
| 15 Desembre 11:03:09 | Vol tripulat amb tres cosmonautes |                                                      |                                         |                                         |                               |                               |
| 16 Desembre 12:30:00 | PSLV-CA | PSLV-CA                                              | Satish Dhawan FLP                       | Satish Dhawan FLP                       | ISRO                          | ISRO                          |
| 16 Desembre 12:30:00 | TeLEOS-1 | AgilSpace                                            | Terrestre Baixa                         | Observació Terrestre                    | En òrbita                     | Operacional                   |
| 16 Desembre 12:30:00 | VELOX C1 | NTU                                                  | Terrestre Baixa                         | Investigació atmosfèrica                | En òrbita                     | Operacional                   |
| 16 Desembre 12:30:00 | VELOX 2 | NTU                                                  | Terrestre Baixa                         | Tecnologia                              | En òrbita                     | Operacional                   |
| 16 Desembre 12:30:00 | Kent Ridge 1 | NUS                                                  | Terrestre Baixa                         | Observació Terrestre                    | En òrbita                     | Operacional                   |
| 16 Desembre 12:30:00 | Galassia | NUS                                                  | Terrestre Baixa                         | Investigació atmosfèrica                | En òrbita                     | Operacional                   |
| 16 Desembre 12:30:00 | Athenoxat-1 | NTU                                                  | Terrestre Baixa                         | Observació Terrestre                    | En òrbita                     | Operacional                   |
| 17 Desembre 00:12:04 | Llarga Marxa 2D | Llarga Marxa 2D                                      | Jiuquan LA-4/SLS-2                      | Jiuquan LA-4/SLS-2                      | SAST                          | SAST                          |
| 17 Desembre 00:12:04 | DAMPE | CAS                                                  | Terrestre Baixa (SSO)                   | Astronomia d'alta energia               | En òrbita                     | Operacional                   |
| 17 Desembre 11:51:56 | Soyuz-STB/Fregat | Soyuz-STB/Fregat                                     | Kourou ELS                              | Kourou ELS                              | Arianespace                   | Arianespace                   |
| 17 Desembre 11:51:56 | Galileo FM08 | ESA                                                  | Terrestre Mitjana                       | Navegació                               | En òrbita                     | Operacional                   |
| 17 Desembre 11:51:56 | Galileo FM09 | ESA                                                  | Terrestre Mitjana                       | Navegació                               | En òrbita                     | Operacional                   |
| 21 Desembre 08:44:39 | Soyuz-2.1a | Soyuz-2.1a                                           | Zona de llançament de Baikonur 31/6     | Zona de llançament de Baikonur 31/6     | Roskosmos                     | Roskosmos                     |
| 21 Desembre 08:44:39 | Progress MS-1 | Roskosmos                                            | Terrestre Baixa (EEI)                   | Abastiment de l'EEI                     | En òrbita                     | Operacional                   |
| 21 Desembre 08:44:39 | Primer llançament de la nova versió Progress-MS. |                                                      |                                         |                                         |                               |                               |
| 22 Desembre 01:29:00 | Falcon 9 v1.1 FT | Falcon 9 v1.1 FT                                     | Cape Canaveral SLC-40                   | Cape Canaveral SLC-40                   | SpaceX                        | SpaceX                        |
| 22 Desembre 01:29:00 | Orbcomm-2 F2 | Orbcomm                                              | Terrestre Baixa                         | Comunicacions                           | En òrbita                     | Operacional                   |
| 22 Desembre 01:29:00 | Orbcomm-2 F5 | Orbcomm                                              | Terrestre Baixa                         | Comunicacions                           | En òrbita                     | Operacional                   |
| 22 Desembre 01:29:00 | Orbcomm-2 F8 | Orbcomm                                              | Terrestre Baixa                         | Comunicacions                           | En òrbita                     | Operacional                   |
| 22 Desembre 01:29:00 | Orbcomm-2 F10 | Orbcomm                                              | Terrestre Baixa                         | Comunicacions                           | En òrbita                     | Operacional                   |
| 22 Desembre 01:29:00 | Orbcomm-2 F12 | Orbcomm                                              | Terrestre Baixa                         | Comunicacions                           | En òrbita                     | Operacional                   |
| 22 Desembre 01:29:00 | Orbcomm-2 F13 | Orbcomm                                              | Terrestre Baixa                         | Comunicacions                           | En òrbita                     | Operacional                   |
| 22 Desembre 01:29:00 | Orbcomm-2 F14 | Orbcomm                                              | Terrestre Baixa                         | Comunicacions                           | En òrbita                     | Operacional                   |
| 22 Desembre 01:29:00 | Orbcomm-2 F15 | Orbcomm                                              | Terrestre Baixa                         | Comunicacions                           | En òrbita                     | Operacional                   |
| 22 Desembre 01:29:00 | Orbcomm-2 F16 | Orbcomm                                              | Terrestre Baixa                         | Comunicacions                           | En òrbita                     | Operacional                   |
| 22 Desembre 01:29:00 | Orbcomm-2 F17 | Orbcomm                                              | Terrestre Baixa                         | Comunicacions                           | En òrbita                     | Operacional                   |
| 22 Desembre 01:29:00 | Orbcomm-2 F18 | Orbcomm                                              | Terrestre Baixa                         | Comunicacions                           | En òrbita                     | Operacional                   |
| 22 Desembre 01:29:00 | Primer vol de la versió actualitzada "full thrust" del Falcon 9 v1.1, primer vol de Falcon 9 després de l'error de llançament en juny. Primer retorn a la zona de llançament i aterratge vertical amb èxit d'una primera etapa, va fer demostrar com a part d'una prova de descens controlat. |                                                      |                                         |                                         |                               |                               |
| 24 Desembre 21:31:19 | Proton-M/Briz-M | Proton-M/Briz-M                                      | Zona de llançament de Baikonur 200/39   | Zona de llançament de Baikonur 200/39   | Khrunichev                    | Khrunichev                    |
| 24 Desembre 21:31:19 | Ekspress AMU1 | RSCC                                                 | Geosíncrona                             | Comunicacions                           | En òrbita                     | Operacional                   |
| 28 Desembre 16:04:04 | Llarga Marxa 3B/E | Llarga Marxa 3B/E                                    | Xichang LA-2                            | Xichang LA-2                            | CASC                          | CASC                          |
| 28 Desembre 16:04:04 | Gaofen 4 | CNSA                                                 | Geosíncrona                             | Observació Terrestre                    | En òrbita                     | Operacional                   |

## Encontres espacials
| Data (GMT)  | Nau espacial | Esdeveniment                      | Comentaris                                                                   |
| ----------- | ------------ | --------------------------------- | ---------------------------------------------------------------------------- |
| 10 Gener    | Chang'e 5-T1 | Injecció en òrbita selenocèntrica | Va passar pel punt L2 Terra–Lluna el 4 Gener.                                |
| 11 Gener    | Cassini      | 109è sobrevol de Tità             | Acostament màxim: 970 quilòmetres.                                           |
| 12 Febrer   | Cassini      | 110è sobrevol de Tità             | Acostament màxim: 1,200 quilòmetres.                                         |
| 6 Març      | Dawn         | Entra en òrbita de Ceres          | 1a visita a un planeta nan.                                                  |
| 16 Març     | Cassini      | 111è sobrevol de Tità             | Acostament màxim: 2.275 quilòmetres.                                         |
| 30 Abril    | MESSENGER    | Impacte a Mercuri                 | L'impacte es va produir en el costat del planeta no visible des de la Terra. |
| 7 Maig      | Cassini      | 112è sobrevol de Tità             | Acostament màxim: 2722 km.                                                   |
| 16 Juny     | Cassini      | 4è sobrevol de Dione              | Acostament màxim: 516 km.                                                    |
| 7 Juliol    | Cassini      | 113è sobrevol de Tità             | Acostament màxim: 10953 km.                                                  |
| 14 Juliol   | New Horizons | Primer sobrevol de Plutó i Caront | 2a visita a un planeta nan. Acostament màxim: 12.500 km.                     |
| 17 Agost    | Cassini      | 5è sobrevol de Dione              | Acostament màxim: 474 km.                                                    |
| 28 Setembre | Cassini      | 114è sobrevol de Tità             | Acostament màxim: 1.036 quilòmetres.                                         |
| 14 Octubre  | Cassini      | Sobrevol d'Encèlad                | Acostament màxim: 1.839 quilòmetres.                                         |
| 28 Octubre  | Cassini      | Sobrevol d'Encèlad                | Acostament màxim: 49 km.                                                     |
| 12 Novembre | Cassini      | 115è sobrevol de Tità             | Acostament màxim: 11.920 quilòmetres.                                        |
| 3 Desembre  | Hayabusa 2   | Sobrevol de la Terra              | Assistència gravitatòria                                                     |
| 3 Desembre  | PROCYON      | Sobrevol de la Terra              | Assistència gravitatòria en ruta a un sobrevol d'asteroide cancel·lat.       |
| 4 Desembre  | Shin'en 2    | Sobrevol de la Terra              | Assistència gravitatòria                                                     |
| 7 Desembre  | Akatsuki     | Inserció orbital a Venus          | 2n sobrevol de l'Akatsuki a Venus i 2n intent (amb èxit) d'inserció orbital. |
| 19 Desembre | Cassini      | Sobrevol d'Encèlad                | Acostament màxim: 4999 km.                                                   |

## Activitats extravehiculars
| Inici Data/Temps  | Duració           | Fi    | Nau espacial              | Tripulació                        | Comentaris |
| ----------------- | ----------------- | ----- | ------------------------- | --------------------------------- | --- |
| 21 Febrer 12:45   | 6 hores 41 minuts | 19:26 | Expedició 42/43 ISS Quest | Barry E. Wilmore Terry W. Virts   | Es van muntar i ordenar cables de dades i elèctrics a la part final davantera del mòdul Harmony com a part de preparacions per la instal·lació del International Docking Adapter al PMA-2. |
| 25 Febrer 11:51   | 6 hores 43 minuts | 18:34 | Expedició 42/43 ISS Quest | Barry E. Wilmore Terry W. Virts   | Es va finalitzar el muntatge dels cables elèctrics i de dades al capdavant del mòdul Harmony. Es van treure les fixacions de llançament dels ports d'acoblament davanters i de popa del Tranquility per preparar la reubicació del Permanent Multipurpose Module i la instal·lació del Bigelow Expandable Activity Module. Es va lubricar l'efector d'extrem del Canadarm2.                                                                           |
| 1 Març 11:52      | 5 hores 38 minuts | 17:30 | Expedició 42/43 ISS Quest | Terry W. Virts Barry E. Wilmore   | Es va finalitzar la instal·lació de cables, antena i retroreflector en ambdues bandes de l'esquelet del l'EEI i en altres mòduls en preparació per a la instal·lació del International Docking Adapter al PMA-2 i 3. |
| 10 Agost 14:20    | 5 hores 31 minuts | 19:51 | Expedició 44/45 ISS Pirs  | Gennady Padalka Mikhaïl Kornienko | Es van instal·lar claus femella en la carcassa de l'estació per facilitar el moviment de la tripulació en futurs passeigs espacials, es van netejar les finestres del mòdul de servei Zvezdà, es van instal·lar unes fixacions en les antenes de comunicacions, es va substituir una antiga antena d'acoblament, es van fotografiar diversos punts i el maquinari del Zvezdà i els mòduls propers, i es va recuperar un experiment d'entorn espacial. |
| 28 Octubre 12:03  | 7 hores 16 minuts | 19:19 | Expedició 45 ISS Quest    | Scott Kelly Kjell N. Lindgren     | Es va preparar la reparació d'un Main Bus Switching Unit, es va instal·lar una coberta tèrmica en l'Alpha Magnetic Spectrometer, es van lubricar diversos elements del Space Station Remote Manipulator System, i es va passar cables elèctrics i de dades per preparar la instal·lació del International Docking Adaptor al PMA-2 i 3. |
| 6 Novembre 11:22  | 7 hores 48 minuts | 19:10 | Expedició 45 ISS Quest    | Scott Kelly Kjell N. Lindgren     | Es va treballar en la restaurar una part del sistema de ventilació de l'estació a la seva configuració inicial, retornar els nivells de refrigerant d'amoníac als normals en els radiadors primaris i de reserva. |
| 21 Desembre 13:45 | 3 hores 16 minuts | 16:01 | Expedició 46 ISS Quest    | Scott Kelly Timothy Kopra         | Es va alliberar un fre en el Mobile Servicing System per permetre que sigui emmagatzemat correctament abans de l'arribada d'un vehicle Progress. Es van passar cables en preparació per a la instal·lació del mòdul Nauka i el International Docking Adapter, i es va recuperar unes eines d'una caixa. |

## Resum de llançaments orbitals

### Per país
| País                         | Llançaments | Èxits | Fracassos | Fracassos parcials | Comentaris                                  |
| ---------------------------- | ----------- | ----- | --------- | ------------------ | ------------------------------------------- |
| Europa                       | 9           | 9     | 0         | 0                  |                                             |
| Índia                        | 5           | 5     | 0         | 0                  |                                             |
| Iran                         | 1           | 1     | 0         | 0                  |                                             |
| Japó                         | 4           | 4     | 0         | 0                  |                                             |
| República Popular de la Xina | 19          | 19    | 0         | 0                  |                                             |
| Rússia                       | 29          | 26    | 1         | 2                  | Inclou Sea Launch i Soiuz des de Kourou (3) |
| Estats Units                 | 20          | 18    | 2         | 0                  |                                             |

### Per coet

#### Per familia
| Família          | País                         | Llançaments | Èxits | Fracassos | Fracassos parcials | Comentaris   |
| ---------------- | ---------------------------- | ----------- | ----- | --------- | ------------------ | ------------ |
| Ariane           | Europa                       | 6           | 6     | 0         | 0                  |              |
| Atlas            | Estats Units                 | 9           | 9     | 0         | 0                  |              |
| Delta            | Estats Units                 | 3           | 3     | 0         | 0                  |              |
| Enérguia         | Ucraïna / Rússia             | 1           | 1     | 0         | 0                  | Inclou Zenit |
| Falcon           | Estats Units                 | 7           | 6     | 1         | 0                  |              |
| H-II             | Japó                         | 4           | 4     | 0         | 0                  |              |
| Llarga Marxa     | República Popular de la Xina | 19          | 19    | 0         | 0                  |              |
| R-7              | Rússia                       | 17          | 15    | 0         | 2                  |              |
| R-36             | Ucraïna                      | 1           | 1     | 0         | 0                  |              |
| Safir            | Iran                         | 1           | 1     | 0         | 0                  |              |
| SLV              | Índia                        | 5           | 5     | 0         | 0                  |              |
| Strypi           | Estats Units                 | 1           | 0     | 1         | 0                  |              |
| Universal Rocket | Rússia                       | 10          | 9     | 1         | 0                  |              |
| Vega             | Europa                       | 3           | 3     | 0         | 0                  |              |

#### Per tipus
| Coet            | País                         | Família          | Llançaments | Èxits | Fracassos | Fracassos parcials | Comentaris    |
| --------------- | ---------------------------- | ---------------- | ----------- | ----- | --------- | ------------------ | ------------- |
| Ariane 5        | Europa                       | Ariane           | 6           | 6     | 0         | 0                  |               |
| Atlas V         | Estats Units                 | Atlas            | 9           | 9     | 0         | 0                  |               |
| Delta II        | Estats Units                 | Delta            | 1           | 1     | 0         | 0                  |               |
| Delta IV        | Estats Units                 | Delta            | 2           | 2     | 0         | 0                  |               |
| Dnepr           | Ucraïna                      | R-36             | 1           | 1     | 0         | 0                  |               |
| Falcon 9        | Estats Units                 | Falcon           | 7           | 6     | 1         | 0                  |               |
| GSLV            | Índia                        | SLV              | 1           | 1     | 0         | 0                  |               |
| PSLV            | Índia                        | SLV              | 4           | 4     | 0         | 0                  |               |
| H-IIA           | Japó                         | H-II             | 3           | 3     | 0         | 0                  |               |
| H-IIB           | Japó                         | H-II             | 1           | 1     | 0         | 0                  |               |
| Llarga Marxa 2  | República Popular de la Xina | Llarga Marxa     | 4           | 4     | 0         | 0                  |               |
| Llarga Marxa 3  | República Popular de la Xina | Llarga Marxa     | 9           | 9     | 0         | 0                  |               |
| Llarga Marxa 4  | República Popular de la Xina | Llarga Marxa     | 4           | 4     | 0         | 0                  |               |
| Llarga Marxa 6  | República Popular de la Xina | Llarga Marxa     | 1           | 1     | 0         | 0                  | Vol inaugural |
| Llarga Marxa 11 | República Popular de la Xina | Llarga Marxa     | 1           | 1     | 0         | 0                  | Vol inaugural |
| Proton          | Rússia                       | Universal Rocket | 8           | 7     | 1         | 0                  |               |
| Safir           | Iran                         | Safir            | 1           | 1     | 0         | 0                  |               |
| Soyuz           | Rússia                       | R-7              | 17          | 15    | 0         | 2                  |               |
| Super Strypi    | Estats Units                 | Strypi           | 1           | 0     | 1         | 0                  | Vol inaugural |
| UR-100          | Rússia                       | Universal Rocket | 2           | 2     | 0         | 0                  |               |
| Vega            | Europa                       | Vega             | 3           | 3     | 0         | 0                  |               |
| Zenit           | Ucraïna                      | Enérguia         | 1           | 1     | 0         | 0                  |               |

#### Per configuració
| Coet                   | País                         | Tipus           | Llançaments | Èxits | Fracassos | Fracassos parcials | Comentaris    |
| ---------------------- | ---------------------------- | --------------- | ----------- | ----- | --------- | ------------------ | ------------- |
| Ariane 5 ECA           | Europa                       | Ariane 5        | 6           | 6     | 0         | 0                  |               |
| Atlas V 401            | Estats Units                 | Atlas V         | 4           | 4     | 0         | 0                  |               |
| Atlas V 421            | Estats Units                 | Atlas V         | 2           | 2     | 0         | 0                  |               |
| Atlas V 501            | Estats Units                 | Atlas V         | 1           | 1     | 0         | 0                  |               |
| Atlas V 551            | Estats Units                 | Atlas V         | 2           | 2     | 0         | 0                  |               |
| Delta II 7320          | Estats Units                 | Delta II        | 1           | 1     | 0         | 0                  |               |
| Delta IV Medium+ (4,2) | Estats Units                 | Delta IV        | 1           | 1     | 0         | 0                  |               |
| Delta IV Medium+ (5,4) | Estats Units                 | Delta IV        | 1           | 1     | 0         | 0                  |               |
| Dnepr-1                | Ucraïna                      | R-36            | 1           | 1     | 0         | 0                  |               |
| Falcon 9 v1.1          | Estats Units                 | Falcon 9        | 6           | 5     | 1         | 0                  |               |
| Falcon 9 v1.1 FT       | Estats Units                 | Falcon 9        | 1           | 1     | 0         | 0                  | Vol inaugural |
| GSLV Mk II             | Índia                        | GSLV            | 1           | 1     | 0         | 0                  |               |
| H-IIA 202              | Japó                         | H-IIA           | 2           | 2     | 0         | 0                  |               |
| H-IIA 204              | Japó                         | H-IIA           | 1           | 1     | 0         | 0                  |               |
| H-IIB                  | Japó                         | H-IIB           | 1           | 1     | 0         | 0                  |               |
| Llarga Marxa 2D        | República Popular de la Xina | Llarga Marxa 2  | 4           | 4     | 0         | 0                  |               |
| Llarga Marxa 3B/E      | República Popular de la Xina | Llarga Marxa 3  | 7           | 7     | 0         | 0                  |               |
| Llarga Marxa 3B/YZ-1   | República Popular de la Xina | Llarga Marxa 3  | 1           | 1     | 0         | 0                  | Vol inaugural |
| Llarga Marxa 3C/YZ-1   | República Popular de la Xina | Llarga Marxa 3  | 1           | 1     | 0         | 0                  | Vol inaugural |
| Llarga Marxa 4B        | República Popular de la Xina | Llarga Marxa 4  | 2           | 2     | 0         | 0                  |               |
| Llarga Marxa 4C        | República Popular de la Xina | Llarga Marxa 4  | 2           | 2     | 0         | 0                  |               |
| Llarga Marxa 6         | República Popular de la Xina | Llarga Marxa 6  | 1           | 1     | 0         | 0                  | Vol inaugural |
| Llarga Marxa 11        | República Popular de la Xina | Llarga Marxa 11 | 1           | 1     | 0         | 0                  | Vol inaugural |
| Proton-M/Blok DM-03    | Rússia                       | Proton          | 1           | 1     | 0         | 0                  |               |
| Proton-M/Briz-M        | Rússia                       | Proton          | 7           | 6     | 1         | 0                  |               |
| PSLV-CA                | Índia                        | PSLV            | 1           | 1     | 0         | 0                  |               |
| PSLV-XL                | Índia                        | PSLV            | 3           | 3     | 0         | 0                  |               |
| Rókot/Briz-KM          | Rússia                       | UR-100          | 2           | 2     | 0         | 0                  |               |
| Safir-1B               | Iran                         | Safir           | 1           | 1     | 0         | 0                  |               |
| Soyuz-2.1a             | Rússia                       | Soyuz           | 4           | 3     | 0         | 1                  |               |
| Soyuz-2.1b             | Rússia                       | Soyuz           | 1           | 1     | 0         | 0                  |               |
| Soyuz-2.1b/Fregat      | Rússia                       | Soyuz           | 4           | 4     | 0         | 0                  |               |
| Soyuz-FG               | Rússia                       | Soyuz           | 4           | 4     | 0         | 0                  |               |
| Soyuz-U                | Rússia                       | Soyuz           | 3           | 3     | 0         | 0                  |               |
| Soyuz-2.1v / Volga     | Rússia                       | Soyuz           | 1           | 0     | 0         | 1                  |               |
| Super Strypi           | Estats Units                 | Strypi          | 1           | 0     | 1         | 0                  | Vol inaugural |
| Vega                   | Europa                       | Vega            | 3           | 3     | 0         | 0                  |               |
| Zenit-3F               | Ucraïna / Rússia             | Zenit           | 1           | 1     | 0         | 0                  |               |

### Per zona de llançament
| Lloc           | País                         | Llançaments | Èxits | Fracassos | Fracassos parcials | Comentaris |
| -------------- | ---------------------------- | ----------- | ----- | --------- | ------------------ | ---------- |
| Baikonur       | Kazakhstan                   | 18          | 16    | 1         | 1                  |            |
| Barking Sands  | Estats Units                 | 1           | 0     | 1         | 0                  |            |
| Cape Canaveral | Estats Units                 | 17          | 16    | 1         | 0                  |            |
| Dombarovsky    | Rússia                       | 1           | 1     | 0         | 0                  |            |
| Kourou         | França                       | 12          | 12    | 0         | 0                  |            |
| Jiuquan        | República Popular de la Xina | 5           | 5     | 0         | 0                  |            |
| Plessetsk      | Rússia                       | 7           | 6     | 0         | 1                  |            |
| Satish Dhawan  | Índia                        | 5           | 5     | 0         | 0                  |            |
| Semnan         | Iran                         | 1           | 1     | 0         | 0                  |            |
| Taiyuan        | República Popular de la Xina | 5           | 5     | 0         | 0                  |            |
| Tanegashima    | Japó                         | 4           | 4     | 0         | 0                  |            |
| Vandenberg     | Estats Units                 | 2           | 2     | 0         | 0                  |            |
| Xichang        | República Popular de la Xina | 9           | 9     | 0         | 0                  |            |

### Per òrbita
| Règim orbital             | Llançaments | Èxits | Fracassos | Aconseguit accidentalment | Comentaris                            |
| ------------------------- | ----------- | ----- | --------- | ------------------------- | ------------------------------------- |
| Transatmosfèric           | 1           | 1     | 0         | 0                         |                                       |
| Terrestre Baixa           | 44          | 41    | 2         | 1                         | 14 a l'EEI (1 error, 1 error parcial) |
| Geosíncrona/transferència | 32          | 31    | 1         | 0                         |                                       |
| Terrestre Mitjana         | 7           | 7     | 0         | 0                         |                                       |
| Terrestre Alta            | 3           | 3     | 0         | 0                         |                                       |

## Galeria

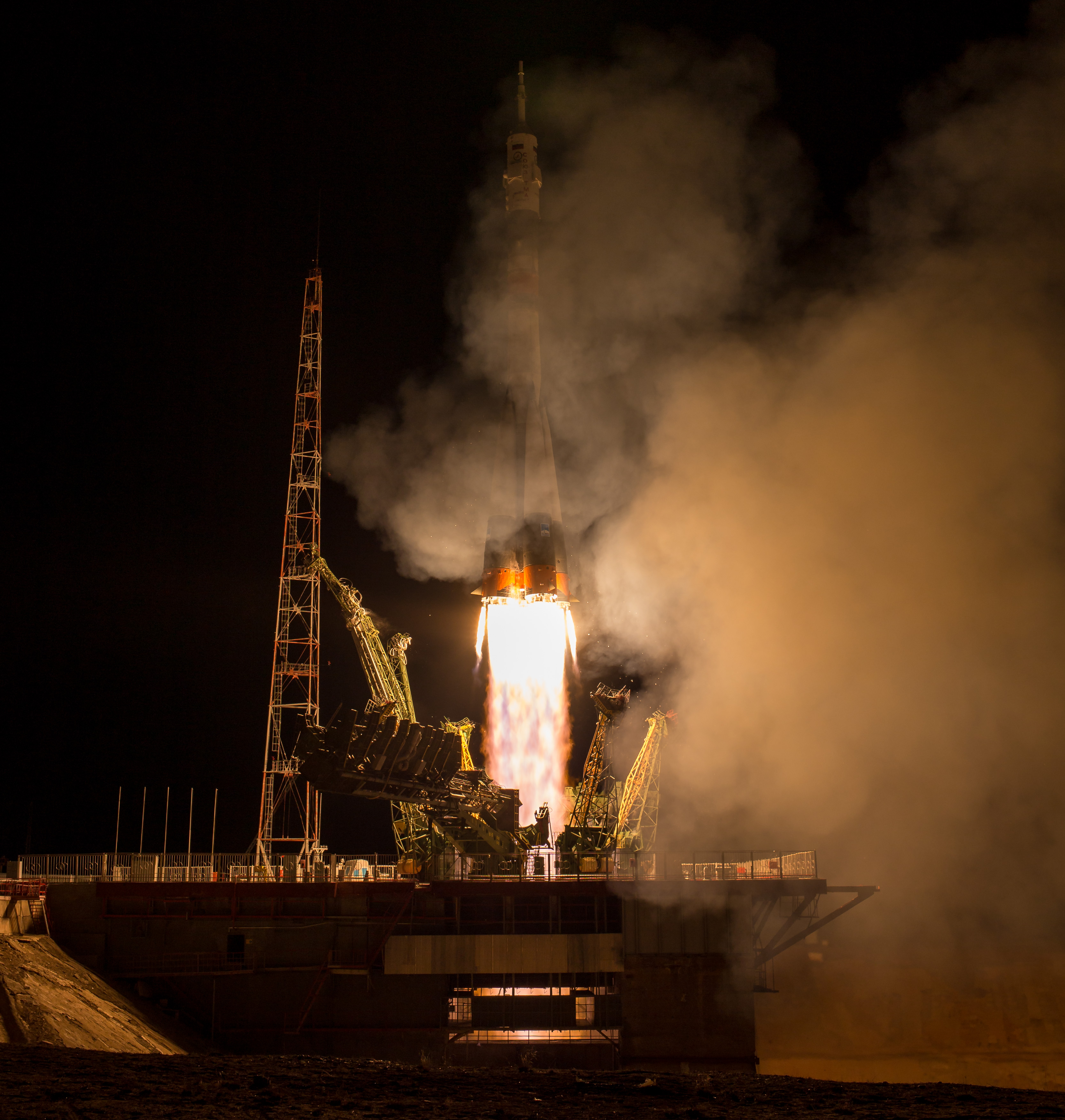
Soyuz TMA-16M és llançat transportant els tripulants de la missió d'un any a la EEI, Scott Kelly i Mikhaïl Kornienko i el comandant de la Soiuz Gennady Padalka.
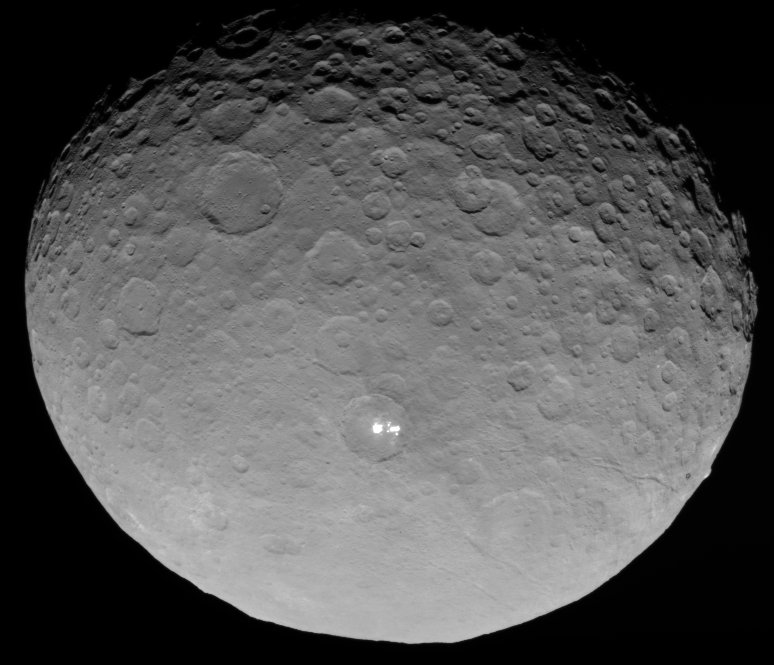
Fotografia de Ceres presa per al sonda Dawn a una distància de 13.600 km.
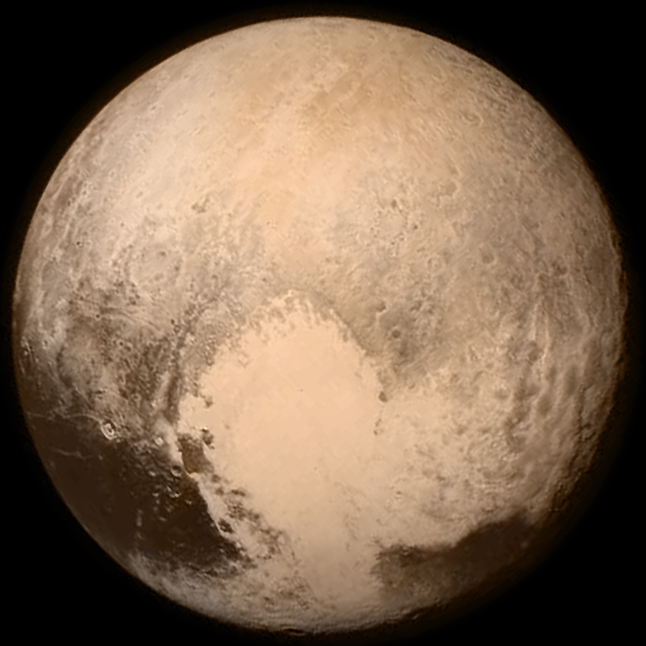
Fotografia de Plutó presa per la sonda New Horizons.
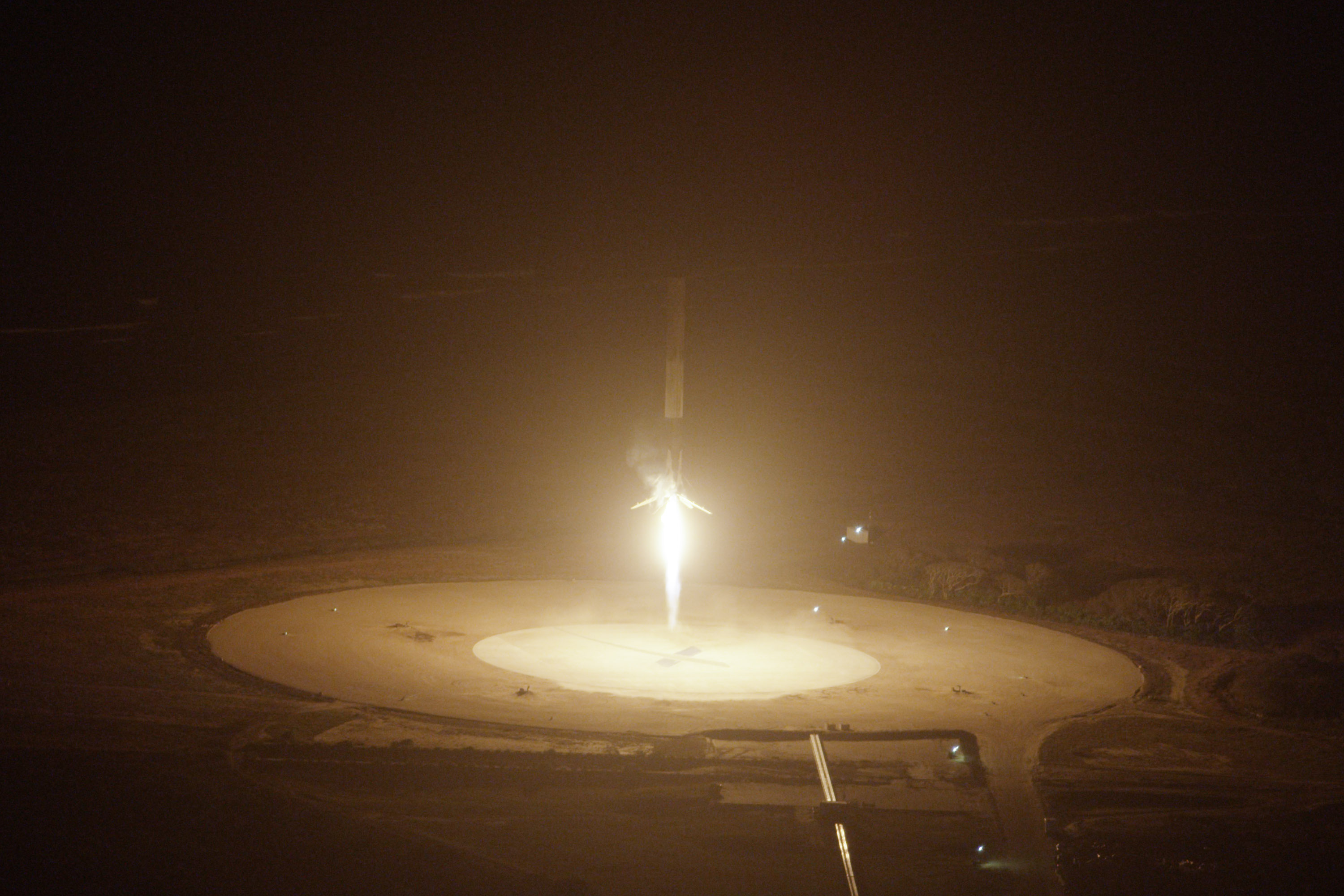
Primera etapa del coet Falcon 9 Flight 20 immediatament abans de tocar terra al Landing Zone 1.